# Scrignac
Scrignac [skʁiɲak] (en breton : Skrigneg) est une commune du département du Finistère, dans la région Bretagne, en France.
Elle fait partie du parc naturel régional d'Armorique.

## Géographie

### Situation
Les communes limitrophes sont  Berrien, Bolazec, Botsorhel, Carnoët, Lannéanou, Le Cloître-Saint-Thégonnec, Plougonven et Poullaouen.
| Plougonven Le Cloître-Saint-Thégonnec | Lannéanou  | Botsorhel               |
| Berrien                               | Scrignac   | Bolazec                 |
| Locmaria-Berrien                      | Poullaouen | Plourac'h Côtes-d'Armor |

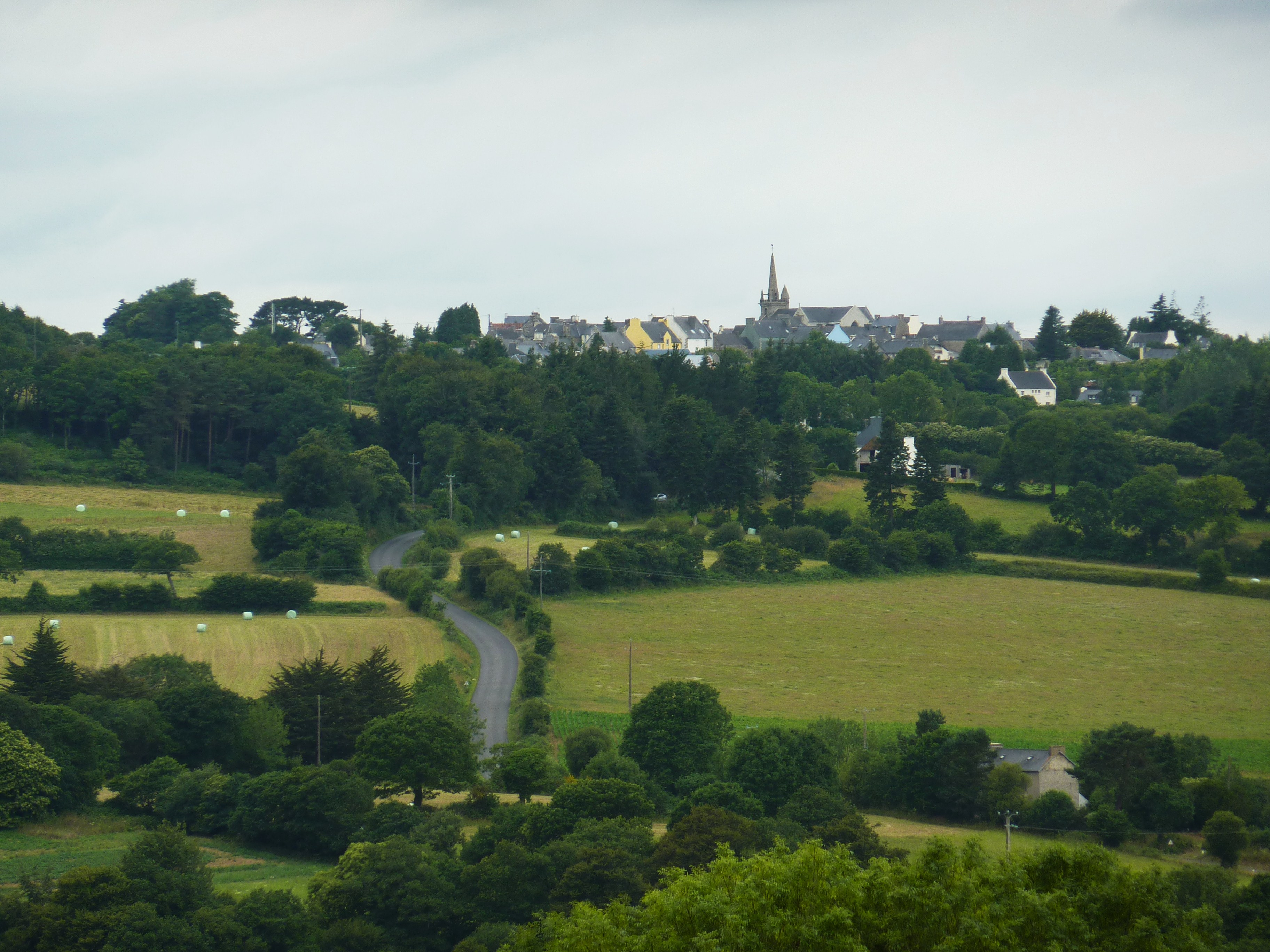
Le bourg perché sur une hauteur (vue depuis la route de Bolazec).

Vaste de 7 094 hectares, commune donc de grande superficie, le bourg est juché au sommet d'une colline. Le territoire communal est très vallonné et est drainé par de nombreux cours d'eau : les cours amont de l'Aulne, du Squiriou et plusieurs autres affluents (le Roudouhir, le Rudalvéget, le Beurc'hoat, le Mendy, etc.). L'altitude du territoire communal est comprise entre 281 m et 86 m (le bourg est vers 240 mètres) et la commune est limitrophe au sud de Locmaria-Berrien, au sud-ouest de Berrien, au nord-est de Lannéanou, à l'est de Bolazec et de Plougras, cette dernière commune étant située dans le département des Côtes-d'Armor.

### Hydrographie
Pour un article plus général, voir Réseau hydrographique du Finistère.
La commune est située dans le bassin Loire-Bretagne. Elle est drainée par l'Aulne, le Douron, le Beurc'Hoat, le Roudouhir, le ruisseau le Squiriou, le Mendy, le ruisseau de Roudouhir, le ruisseau Voaz Ven et divers autres petits cours d'eau,.
L'Aulne, d'une longueur de 144 km, prend sa source dans la commune de Lohuec et se jette  dans la rade de Brest en limite de Landévennec et de Rosnoen, après avoir traversé 27 communes.  Les caractéristiques hydrologiques de l'Aulne sont données par la station hydrologique située sur la commune de Poullaouen. Le débit moyen mensuel est de 2,33 m3/s. Le débit moyen journalier maximum est de 52,1 m3/s, atteint lors de la crue du 12 décembre 2000. Le débit instantané maximal est quant à lui de 82,3 m3/s, atteint le même jour.
Le Douron, d'une longueur de 28 km, prend sa source dans la commune  et se jette  dans la baie de Lannion entre les communes de Plestin-les-Grèves et de Locquirec, après avoir traversé neuf communes. 
Le Beurc'hoat, d'une longueur de 16 km, prend sa source dans la commune de Plougonven et se jette  dans l'Aulne à Poullaouen, après avoir traversé quatre communes. 
Le Roudouhir, d'une longueur de 12 km, prend sa source dans la commune de Plougras et se jette  dans l'Aulne à Carnoët, après avoir traversé cinq communes. 

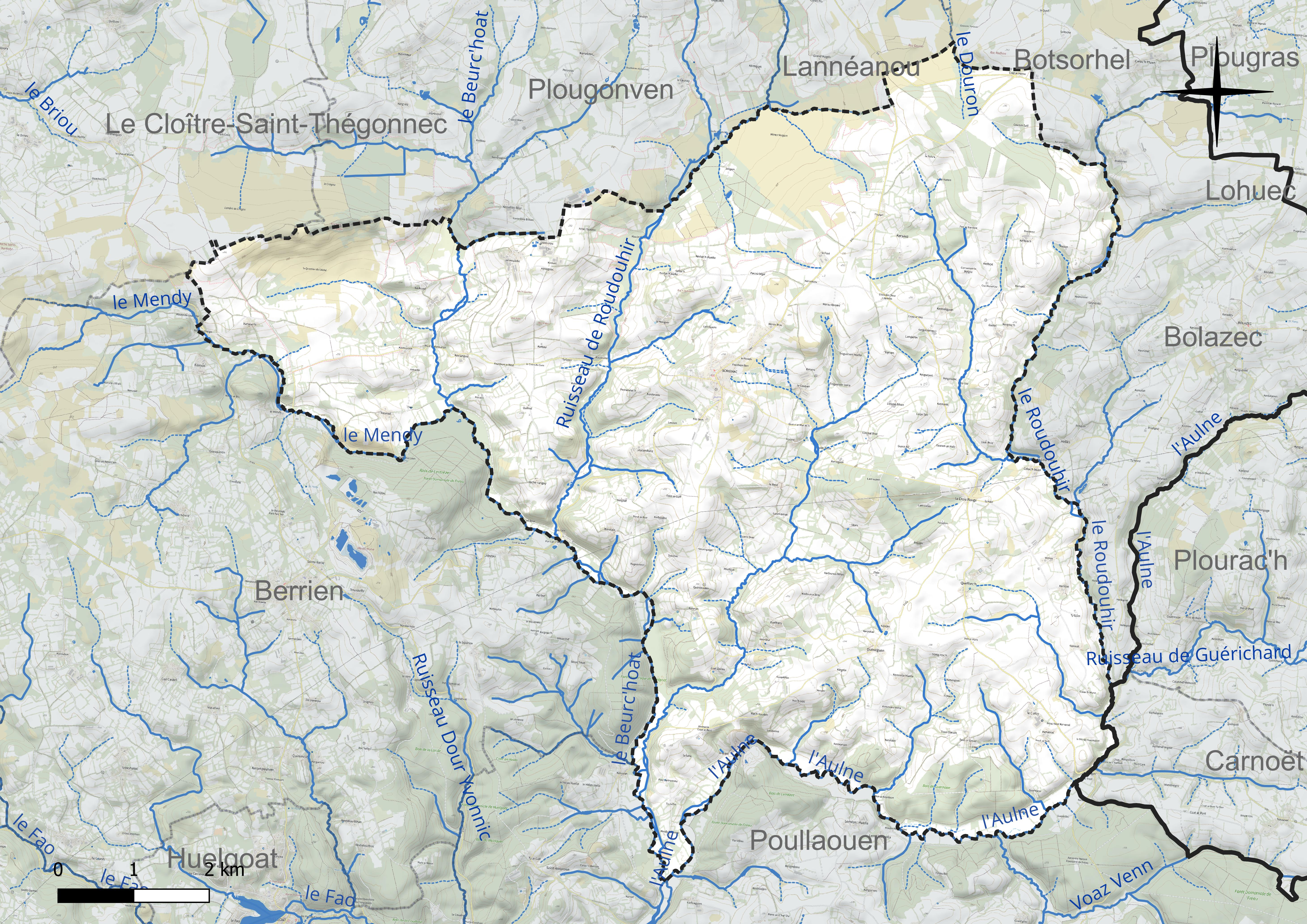
Réseau hydrographique de Scrignac.

### Climat
Pour des articles plus généraux, voir Climat de la Bretagne et Climat du Finistère.
En 2010, le climat de la commune est de type climat océanique franc, selon une étude du CNRS s'appuyant sur une série de données couvrant la période 1971-2000. En 2020, Météo-France publie une typologie des climats de la France métropolitaine dans laquelle la commune est exposée à un climat océanique et est dans la région climatique  Finistère nord, caractérisée par une pluviométrie élevée, des températures douces en hiver (6 °C), fraîches en été et des vents forts. Parallèlement l'observatoire de l'environnement en Bretagne publie en 2020 un zonage climatique de la région Bretagne, s'appuyant sur des données de Météo-France de 2009. La commune est, selon ce zonage, dans la zone « Monts d'Arrée », avec des hivers froids, peu de chaleurs et de fortes pluies.  
Pour la période 1971-2000, la température annuelle moyenne est de 10,6 °C, avec  une amplitude thermique annuelle de 11,6 °C. Le cumul annuel moyen de précipitations est de 1 231 mm, avec 16,4 jours de précipitations en janvier et 9,1 jours en juillet. Pour la période 1991-2020, la température moyenne annuelle observée sur la station météorologique la plus proche, située sur la commune de Brennilis à 15 km à vol d'oiseau, est de 10,9 °C et le cumul annuel moyen de précipitations est de 1 552,3 mm,. Pour l'avenir, les paramètres climatiques de la commune estimés pour 2050 selon différents scénarios d'émission de gaz à effet de serre sont consultables sur un site dédié publié par Météo-France en novembre 2022.

### Cadre géologique
La commune est localisée dans la partie occidentale du Massif armoricain, à la limite du domaine nord et centre armoricain. Elle se situe dans un vaste bassin sédimentaire s'allongeant sensiblement en direction W-E, depuis la baie de Douarnenez jusqu'au bassin de Laval. Ce bassin est principalement constitué de schistes briovériens (sédiments détritiques essentiellement silto-gréseux issus de l'érosion du segment occidental de la chaîne cadomienne, accumulés sur plus de 15 000 m d'épaisseur et métamorphisés), formant un socle pénéplané sur lequel repose en discordance des formations paléozoïques sédimentaires (formations siluro-dévoniennes constituées de schistes, phyllades et quartzites). Ces formations ont été déposées dans le bassin marqué par une forte subsidence, puis métamorphisées et déformées lors de l'orogenèse varisque (plis d'orientation préférentielle N 110° et plusieurs familles de failles d'orientations différentes).
Sur le territoire de Scrignac, le bassin est limité à l'ouest, au nord et à l'est par trois importants plutons hercyniens (les massifs granitiques de Huelgoat, de Commana-Plouaret et de Quintin) qui font partie d'un ensemble plus vaste, le batholite médio-armoricain. La dépression de Scrignac est ainsi située à l'est du massif granitique de Huelgoat qui perce la couverture de ces formations siluro-dévoniennes constituant une des principales unités tectoniques de la région, l'anticlinal briovérien de Yeun Elez-Plourac'h-Callac, avec la zone d'ensellement transverse de Scrignac. Ces roches métamorphiques sont les témoins d'une pénéplanation très ancienne à l'ère primaire suivie d'un resoulèvement à l'ère secondaire, contre-coup des plissements pyrénéen et alpin.

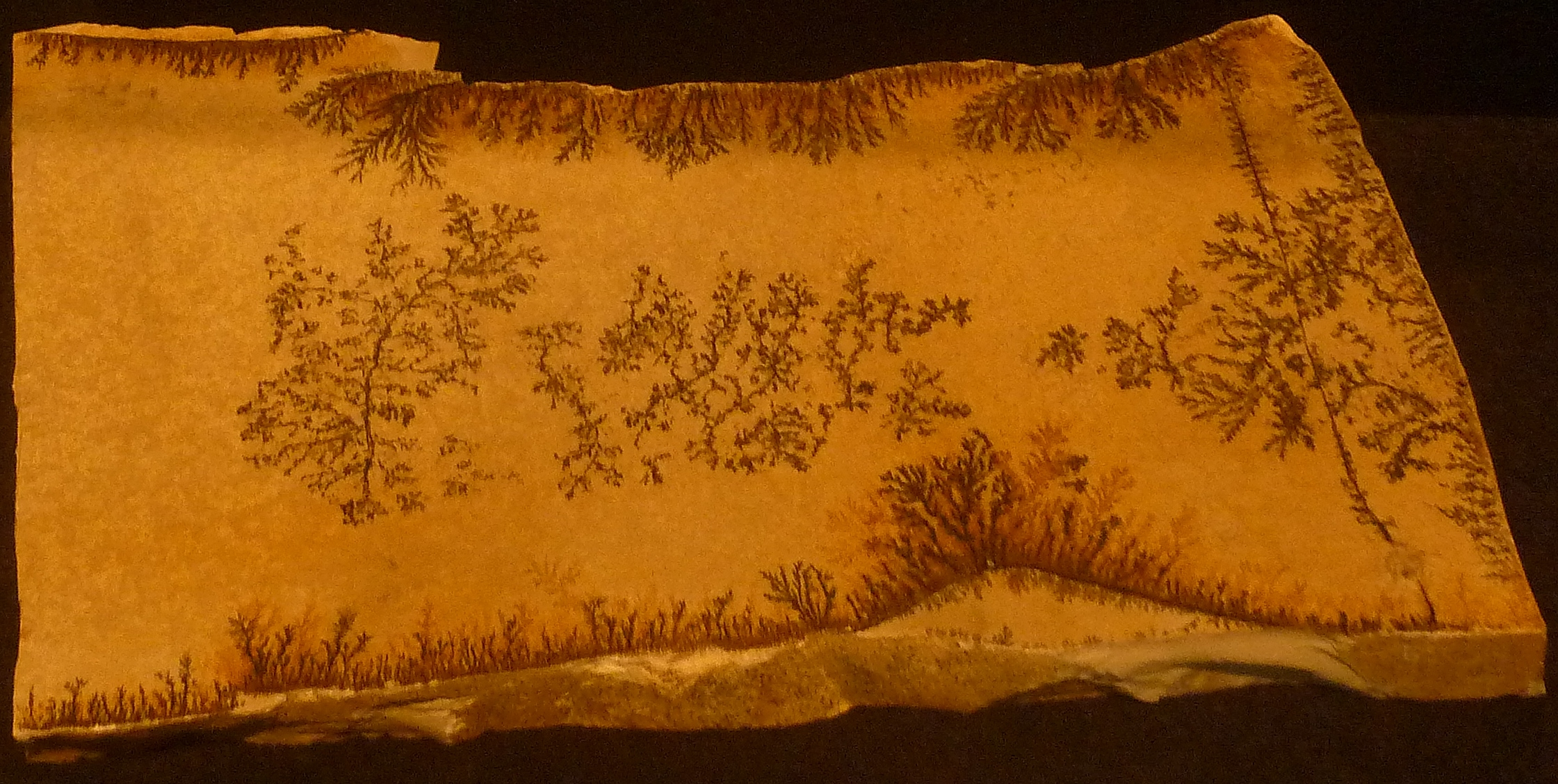
Dendrites de manganèse sur aplite (trouvées à Scrignac) (Maison des minéraux de Crozon).

Un petit gisement de calcaire datant du Dévonien existe à Kerisac en Scrignac.

## Urbanisme

### Typologie
Au 1er janvier 2024, Scrignac est catégorisée commune rurale à habitat très dispersé, selon la nouvelle grille communale de densité à 7 niveaux définie par l'Insee en 2022.
Elle est située hors unité urbaine et hors attraction des villes,.

### Occupation des sols
L'occupation des sols de la commune, telle qu'elle ressort de la base de données européenne d'occupation biophysique des sols Corine Land Cover (CLC), est marquée par l'importance des territoires agricoles (74,2 % en 2018), en diminution par rapport à 1990 (75,7 %). La répartition détaillée en 2018 est la suivante : 
zones agricoles hétérogènes (32,2 %), terres arables (27,1 %), forêts (15,9 %), prairies (14,9 %), milieux à végétation arbustive et/ou herbacée (9,1 %), zones urbanisées (0,7 %), mines, décharges et chantiers (0,1 %). L'évolution de l'occupation des sols de la commune et de ses infrastructures peut être observée sur les différentes représentations cartographiques du territoire : la carte de Cassini (XVIIIe siècle), la carte d'état-major (1820-1866) et les cartes ou photos aériennes de l'IGN pour la période actuelle (1950 à aujourd'hui).

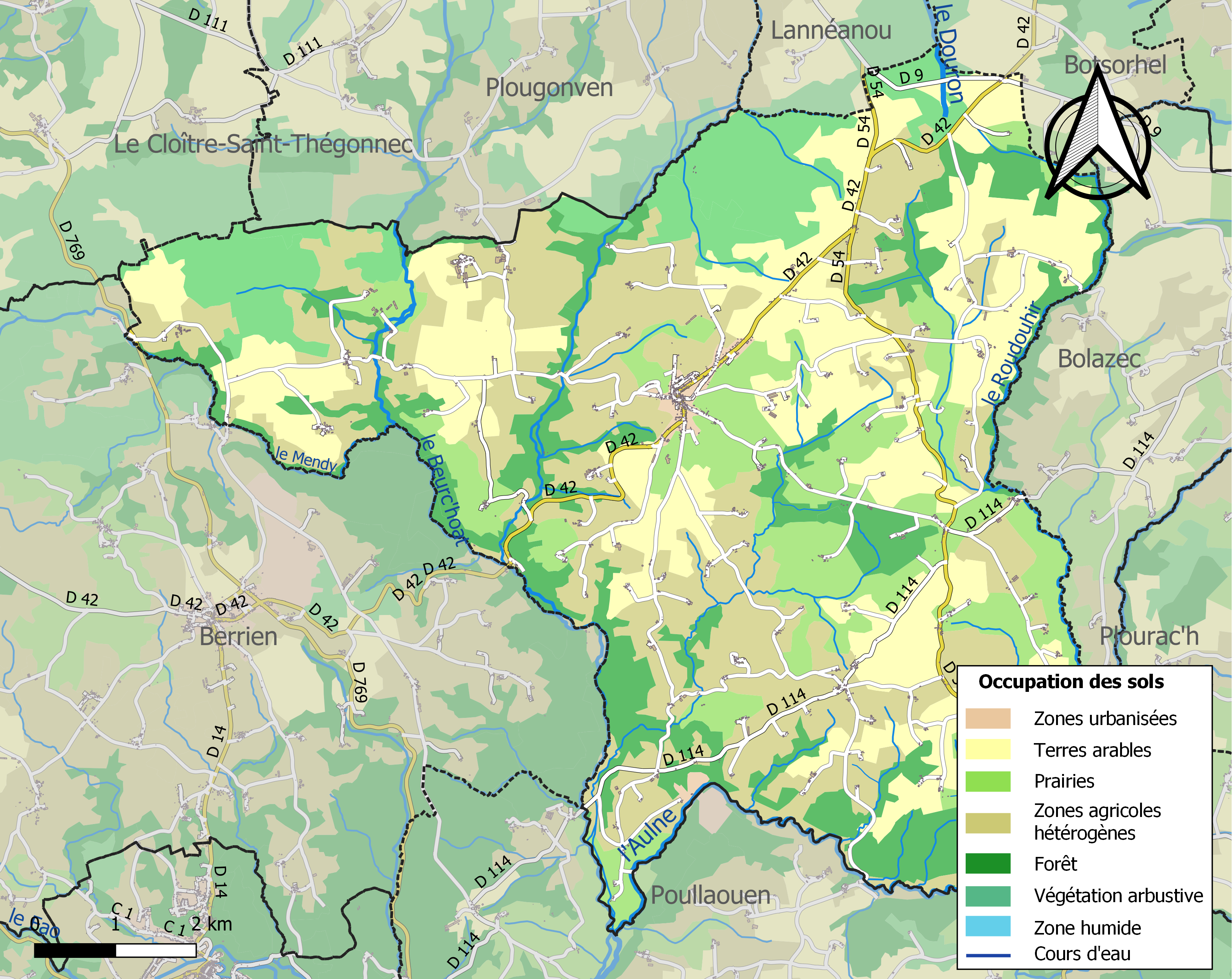
Carte des infrastructures et de l'occupation des sols de la commune en 2018 (CLC).

## Toponymie
Attesté sous les formes Scruyniac en 1318 et 1368, Scruignac en 1394 et 1591, Scruyniac en 1638, Paroisse de Scrignac en 1694.
Scrignac proviendrait du gaulois *skarena (ravin, lieu rocailleux éboulis), désignant un « lieu pierreux ».
En breton, skrigneg signifie « lieu pentu, rocheux », aride.
N.B. Ce sens est effectivement inexistant en breton. On a au contraire skar, "enjambée" et skrign, "grincement (de dents)" ! (P.G.)

## Histoire

### Des origines à la fin duXVIIIesiècle
La paroisse de Scrignac, dépendant de l'évêché de Cornouaille, englobait les trèves de Bolazec et Coatquéau (écrit alors Coetkaeou) et dépassait 8 800 hectares. En 1585, l'existence du château de Montafilant est mentionnée : il appartenait alors à l'évêque de Tréguier, François de La Tour, seigneur de Penarstang et de Montafilant en Scrignac. Scrignac est alors, du Moyen Âge à la Révolution française, pour l'essentiel sous l'autorité des seigneuries féodales de Montafilant et de Kerbrat-Hellès. Toutefois une vingtaine de villages dépendent de l'abbaye du Relec (actuellement en Plounéour-Ménez) ou des Hospitaliers de l'ordre de Saint-Jean de Jérusalem (leur Commanderie est implantée alors à La Feuillée) et sont régis selon un mode d'exploitation original : la quévaise.
Aux XVe et XVIe siècles, l'installation de petits manoirs et métairies nobles, déclassés tôt en simples fermes, témoigne d'une activité agricole omniprésente. Aujourd'hui, seul le massif occidental de l'église paroissiale et quelques croix de chemins illustrent cette époque.

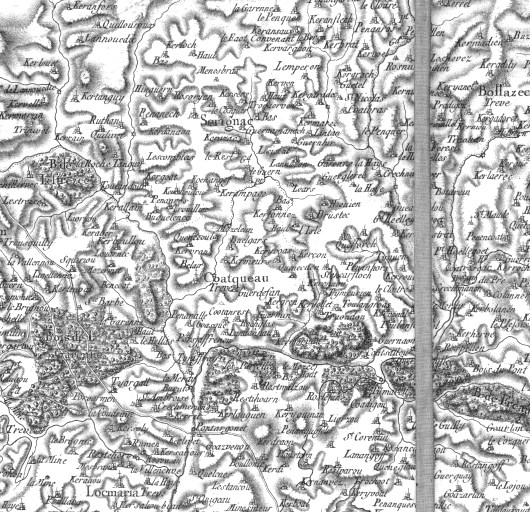
Carte de Cassini (XVIIIe siècle) : la région de Scrignac.

En 1645, Julien Maunoir prêcha une mission à Scrignac.
En 1675, les manoirs de Kerizac, Kergreac'h et Kerbrat sont incendiés et pillés par les Bonnets rouges lors de la Révolte du papier timbré. Ces bâtiments sont encore en ruines en 1680, au moment de la réformation du registre du Terrier. En 1697, un document indique que le commandeur des moines Hospitaliers de Saint-Jean de Jérusalem implantés à La Feuillée possède dans la paroisse le "membre de Lannouédic" qui regroupe les villages actuels de Lannouédic, Kertanguy et du Quilliou. En 1774 à Scrignac, pour une population totale de 3 000 habitants environ, le nombre des journaliers était de 890 payés un salaire de misère. Dans le cadre du contrat de domaine congéable, fréquent alors en Basse-Bretagne, les autres paysans étaient domaniers.
Selon Henri Sée, en 1774, le nombre des journaliers et domestiques à Scrignac était de 890 sur une population totale qui s'élevait alors à 3 001 habitants.
En 1782 l'évêque de Quimper, lors d'une visite pastorale, menace de fermer l'église paroissiale qui est « dans un état de ruine prochaine ». L'évêque fait transférer le culte dans la chapelle tréviale de Coatquéau « jusqu'à ce que [l'église] soit dans un état de décense et de sûreté convenables ».

### Pendant la Révolution française
En 1789, le cahier de doléances de Scrignac réclame la suppression des domaines congéables qui, en fonction de l'usement (= coutume) du Poher, sont « si odieux et si préjudiciable au peuple, en ce que le colon sortant, outre la perte de ses droits par un remboursement forcé, se voit encore obligé avec l'injustice la plus criante de payer tous les frais de prisage et autre en résultant ».
En mars 1792, Scrignac est l'objet d'une bataille entre les chouans et les républicains venus de Morlaix.
Le 23 avril 1792, un mouvement de contestation contre la République élit le dénommé Coroller comme nouveau maire. Le 29 avril, un détachement de la garde nationale est envoyé à Scrignac. Le 3 mai, le patriote Jean Péron reprend possession de la mairie, et la commune est contrainte de payer une amende de 16 931 livres. Le 29 juillet de la même année, un curé constitutionnel, Le Coant, s'installe à l'église de Scrignac. Il est considéré comme un intrus, et la troupe venue de Carhaix et de Morlaix ainsi que la garde nationale de la mine interviennent. Étienne Bernard, le curé de Scrignac et son vicaire ayant refusé de prêter serment à la Constitution civile du clergé furent arrêtés et conduits à Brest, ainsi qu'un autre prêtre, François Guyomarc'h, originaire de Berrien, qui s'était rétracté après avoir prêté le serment de fidélité dans un premier temps. Le recteur de la trève de Coatquéau, Claude Jégou, refusa aussi de prêter serment, se cacha et son cadavre fut découvert en 1797 sur le bord d'un chemin. Ses reliques reposent dans le cimetière de Coatquéau.
Dans la nuit du 22 au 23 août 1792, une bonne centaine de soldats et gendarmes auraient dispersé une troupe de 3 000 ou 4 000 rebelles et les «chouans» auraient été mis en fuite. Cette version de l'histoire locale est contestée par certains. Des renforts venus de Morlaix arrivent (150 le jour même, 250 le lendemain matin), ce qui permet aux forces de l'ordre de poursuivre les rebelles à Berrien. « Tous les habitants de Berrien avaient fui... » dit le même rapport.
Un impôt forcé est prélevé, et en octobre 1792, un homme de Scrignac est guillotiné à Carhaix.
Au printemps 1796, « dans  la région de Scrignac et vers Le Ponthou, des bandes se formèrent et se dirigèrent vers les Côtes-du-Nord, sous la conduite d'inconnus disposant de beaucoup de numéraire. Des cultivateurs furent dépouillés par ces bandes ; ils se laissaient piller sans nommer leurs voleurs de crainte d'être assassinés ».
Le 18 novembre 1799 (27 brumaire an VII), le juge de paix de Scrignac, Jacques le Corre, est tué par une bande de chouans dirigés par Jean François Edme Le Paige de Bar.
Le 9 mai 1802, après avoir fait relâche au village de Kéréon en Guimiliau, sept chouans dirigés par Jean François Edme Le Paige de Bar, prennent en otage Alain Pouliquen, propriétaire et fabricant de toiles au village de Mescoat en Ploudiry, le conduisent au village de Lestrézec en Berrien où il est menacé de mort, puis à Scrignac où Le Paige de Bar bénéficie de complicités, et le font chanter jusqu'à ce qu'il écrive dans les jours qui suivent plusieurs lettres à ses enfants exigeant une rançon de 30 000 livres, à déposer tantôt à l'auberge du Squiriou, tantôt dans une auberge de Carnoët où elle est finalement remise à Le Paige de Bar, l'otage étant enfin libéré le 30 mai 1802.
En 1804, Jean François Edme Le Paige de Bar trouve refuge chez le maire de Scrignac, Sébastien Thépault, gendre de Coroller, ex-noble et ancien maire royaliste de Scrignac en 1792.

### LeXIXesiècle
A. Marteville et P. Varin, continuateurs d'Ogée, décrivent Scrignac en 1853.
Dans un conte publié en 1868, Charles Le Goffic décrit la présence des loups à Scrignac
Le 10 avril 1878, le conseil général du Finistère adopte une délibération visant à la création d'une brigade de gendarmerie à pied à Scrignac en remplacement de la brigade de gendarmerie de La Feuillée qui était chargée de la surveillance des bagnards et des troupes qui se rendaient à Brest par voie de chemins de fer.

### LeXXesiècle

#### La Belle Époque
En réponse à une enquête épiscopale organisée en 1902 par Mgr Dubillard, évêque de Quimper et de Léon en raison de la politique alors menée par le gouvernement d'Émile Combes contre l'utilisation du breton par les membres du clergé, le recteur de Scrignac écrit : « Scrignac, 3 652 habitants, tout le monde sait et parle le breton, si l'on excepte deux employées, l'une dame receveuse des postes (...), l'autre institutrice stagiaire ; on ne trouvera pas dix personnes capables de suivre et de comprendre un sermon français ».
Au sein d'une Bretagne catholique et conservatrice, Scrignac a au XXe siècle longtemps voté fortement républicain et anticlérical puis communiste, en partie en raison de l'attitude de l'évêché. En 1887 et en 1908, la municipalité interdit au clergé de faire des quêtes. En 1910, la municipalité veut augmenter de 50 % le loyer du presbytère, cette augmentation est refusée par l'évêché. L'évêque ordonne le retrait des prêtres de la paroisse avec mise en interdit de l'église et suppression de la sonnerie des cloches. La situation est rétablie en mars 1911 mais pendant des décennies tout prêtre sera absent de la commune. L'anticléricalisme local et le vote communiste resteront une constante.
La voie ferrée du réseau breton entre Morlaix et Carhaix est mise en service en 1892, empruntant la vallée du Squiriou, une gare Berrien-Scrignac étant construite à mi-chemin entre les deux localités ; la voie ferrée est empruntée en 1896 par le président de la République Félix Faure qui s'arrête trois minutes à la gare de Scrignac-Berrien. « À Scrignac où sonne un monotone biniou au milieu de quarante paysans, hommes et femmes d'une saleté sordide » écrit le journaliste du Journal des débats politiques et littéraires, le président reçoit les félicitations du maire et y répond. Cette voie ferrée eut une grande importance pour la population, facilitant les déplacements vers Carhaix ou Morlaix et suscitant un important trafic de céréales et d'animaux vivants, surtout lors des foires de Scrignac. Charbon, engrais industriels, chaux vive (en provenance de Saint-Pierre-la-Cour en Mayenne) parvenaient dans les communes concernées chaque semaine grâce à elle. Le courrier également, acheminé ensuite en chars à bancs jusqu'à Berrien et Scrignac. Le trafic voyageur cessa dès 1939 (transféré sur route) puis remis sur rail du fait de la guerre. Le trafic des marchandises cessa le 25 septembre 1962. Les rails furent enlevés en 1971.

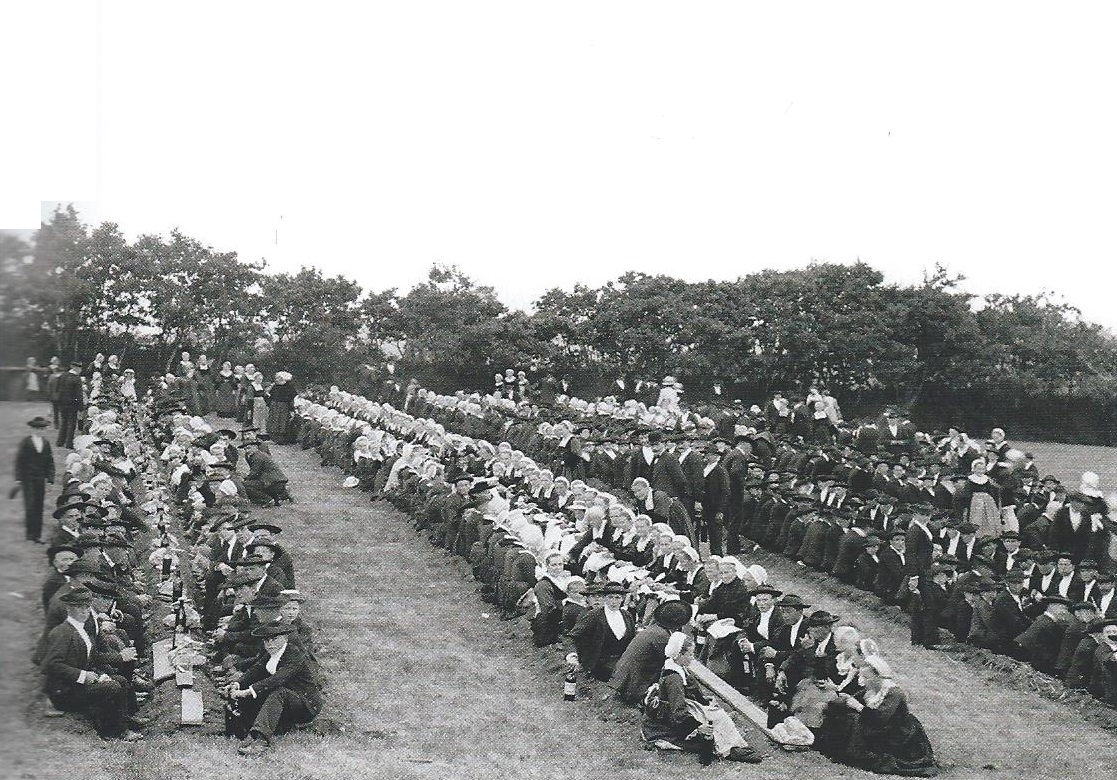
Une noce à Scrignac en 1906 (photographie Roger Viollet).

En 1904, le journal L'Ouest-Éclair décrit la notoriété des fêtes de Scrignac.

#### La Première Guerre mondiale
Le monument aux morts de Scrignac porte les noms de 187 soldats morts pour la France pendant la Première Guerre mondiale et deux (Jean Pors et Pierre Urvoas) pendant la Guerre du Levant en 1920. Parmi les tués de la Première Guerre mondiale, l'un d'entre eux (François Pirou) au moins a été décoré de la Médaille militaire.

#### L'entre-deux-guerres
En 1930, l'assassinat d'un cultivateur de Scrignac commis par un habitant de Botsorhel en raison d'une querelle d'héritage, fut abondamment relaté dans la presse de l'époque.
En 1930, selon le témoignage de l'abbé Perrot, six hommes seulement se rendaient le dimanche à la basse messe et vingt-trois à la grand-messe pour 3 200 habitants.

#### La Seconde Guerre mondiale
Le monument aux morts de Scrignac porte les noms de 52 personnes mortes pour la France pendant la Seconde Guerre mondiale.

##### L'assassinat de l'abbé Jean-Marie Perrot
Pendant la Seconde Guerre mondiale, le presbytère de Scrignac (le curé était Jean-Marie Perrot) fut un lieu de rendez-vous des nationalistes bretons collaborationnistes et même une cache d'armes et fut très fréquenté par la Gestapo comme l'a montré, entre autres auteurs, l'historien Henri Fréville.
L'assassinat par la Résistance le 12 décembre 1943, « sur avis de la radio de Londres » a écrit Robert Aron, de l'abbé Jean-Marie Perrot, recteur de Scrignac, militant régionaliste breton et accusé par beaucoup de collaboration avec l'occupant nazi, eut des conséquences importantes à Scrignac : « L'homme qui tua Yann-Vari Perrot se nommait Jean Thépaut. Né en 1923 à Scrignac, fils d'un cheminot et d'une garde-barrière, il travaillait lui-même aux chemins de fer, au Réseau breton, dont le siège se trouvait à Carhaix. Jean Thépaut ne résidait pas à Scrignac, mais dans une petite chambre à Morlaix. Voilà pourquoi il ne connaissait pas physiquement sa victime (…) En fait, dès le printemps 1944, les Allemands parviennent à identifier l'auteur du coup de feu. L'enquête est alors conduite par le kommando Schaad, installé à Landerneau (…) Le sergent Schaad reçoit de la Gestapo de Rennes une liste de suspects qui lui avait été adressée par une femme originaire de Huelgoat et vivant à Rennes (…) Au cours d'une expédition à Scrignac et à Huelgoat, les Allemands, accompagnés de militants nationalistes bretons, dont André Geffroy, arrêtent certaines des personnes figurant sur la liste. Mais Jean Thépaut parvient à passer entre les mailles du filet. Il semble qu'il se soit mis à l'abri en Normandie. Le kommando reviendra à deux reprises au moins à Scrignac : en juin où il arrête notamment deux cousins, membres des FTP, Armel  et Francis Coant , qui furent fusillés à Rennes quelques jours plus tard ; le 19 juillet où il essuie le feu de trois résistants, en tue un, Jean Bernard , et met le feu à sa maison. ». Cette description des faits de Thierry Guidet, à quelques détails près, est confirmée par une déposition d'André Geffroy, agent du kommando de Landerneau et proche de l'abbé Perrot.
Le cortège funèbre de Jean-Marie Perrot chemina sous la protection de mitrailleuses allemandes du bourg de Scrignac à Coat-Quéau. Deux éloges furent prononcés. Pour venger l'exécution de l'abbé Perrot, des collaborateurs ultras créèrent le Bezen Perrot, qui lutta militairement contre la Résistance.
Quelques années après la mort du prêtre, une croix est érigée sur un talus proche du lieu où il a été tué. En 1982, cette croix est coupée et quelques mois plus tard, le monument aux morts de Scrignac est détruit par une bombe. En 1984, la troupe de théâtre Ar Vro-Bagan, dirigée par Goulc'han Kervella, décide de monter une pièce sur Jean-Marie Perrot. Elle est jouée pour la première fois le 12 décembre 1985, à Morlaix. À la suite de cette pièce, une grosse polémique oppose les partisans de Perrot à ses détracteurs.
Des tentatives de réhabilitation de Jean-Marie Perrot ont lieu régulièrement de la part de nationalistes bretons, par exemple dans un livre de Kristian Hamon sur le Bezenn Perrot, provoquant l'indignation de survivants de la Résistance.

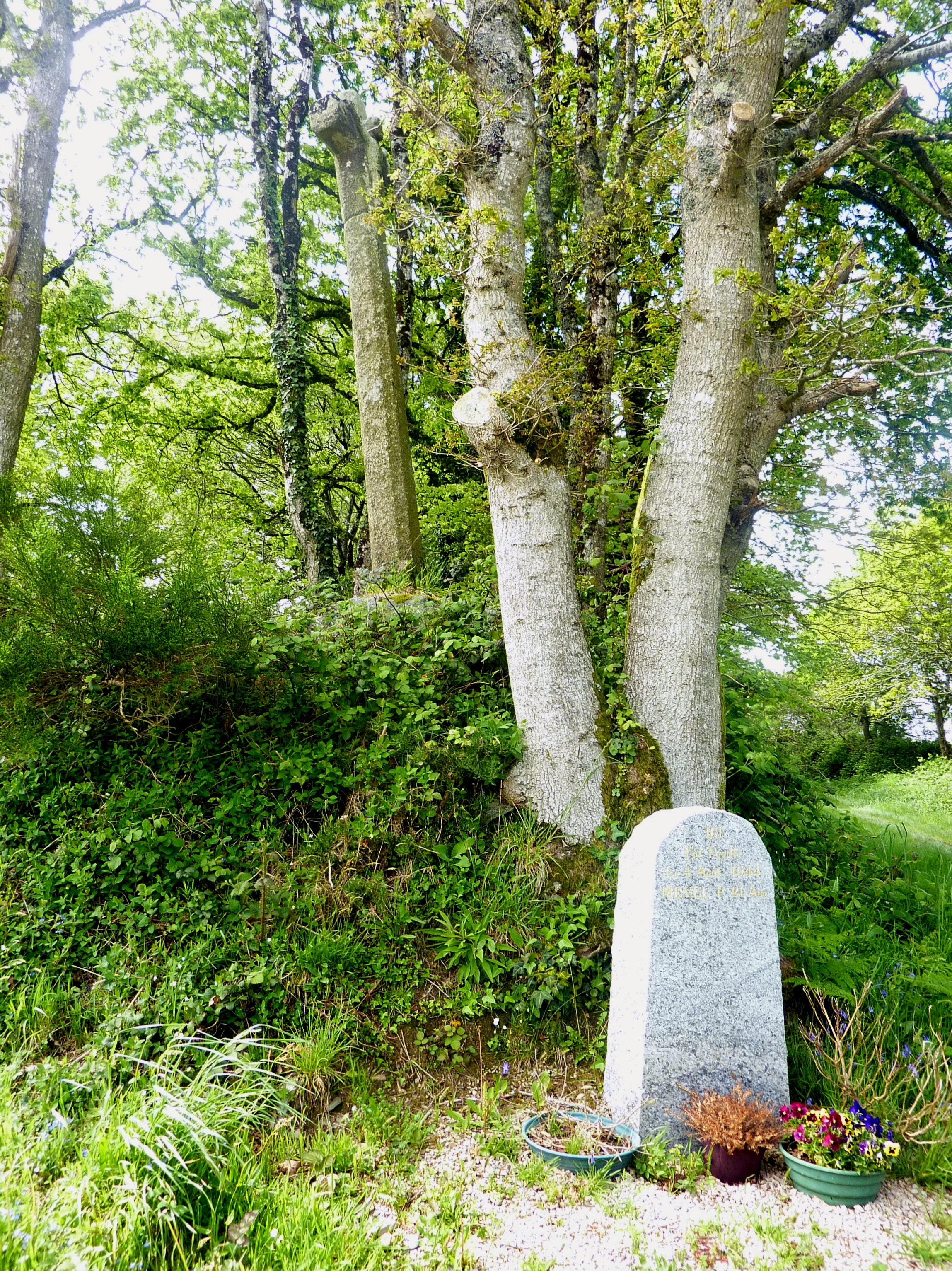
Stèle commémorative à la mémoire de P. Mével, jeune résistant âgé de 21 ans, fusillé par les Allemands le 4 avril 1944 près de Kerséac'h.

Par ailleurs, le 17 mai 1943 vers 13 heures, un combat aérien se déroule au-dessus des communes de Plonévez-du-Faou, Scrignac et Berrien. Un avion anglais tombe en flammes à l'est du bourg de Plonévez-du-Faou, et des incendies, provoqués par la chute des réservoirs ou des projectiles, se déclarent sur le territoire des communes de Plonévez-du-Faou, La Feuillée et Scrignac.

##### Le «maquis rouge» de Scrignac et les exactions allemandes
Pendant la Seconde Guerre mondiale, le maquis FTP (Francs-tireurs et partisans) de Scrignac est particulièrement important et organisé : on parle du « maquis rouge de Scrignac », d'obédience trotskiste. Il est à l'origine de nombreuses actions anti-allemandes.

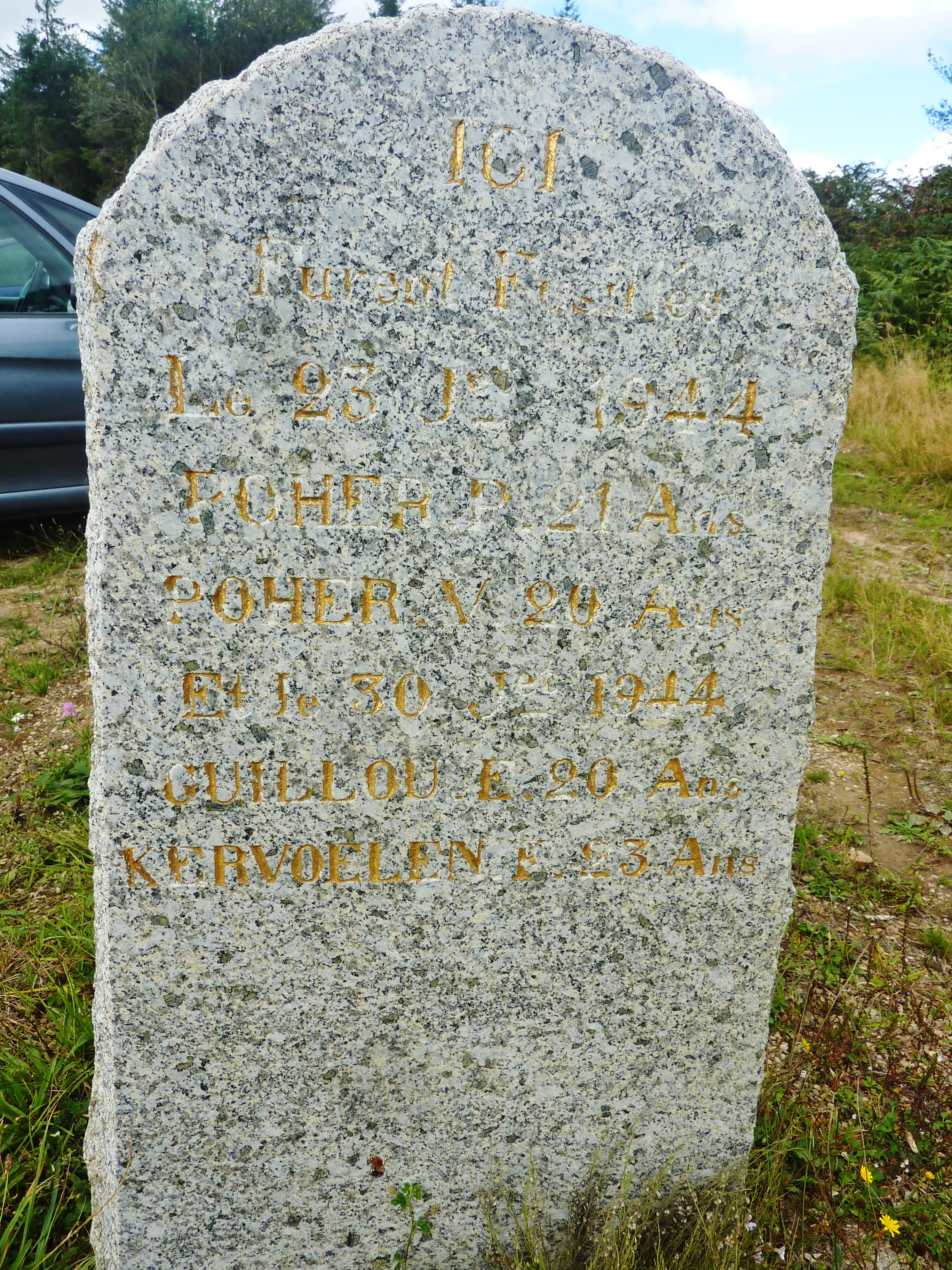
Stèle commémorative de l'exécution des deux frères Poher, de François Kervœlen et Édouard Guillou.

Le 9 juillet 1944, une rafle commise par le kommando de Landerneau provoque l'arrestation de trois personnes de Scrignac, qui sont torturées. Entre le 18 et le 30 juillet 1944, les violences se succèdent à Scrignac. En représailles à la suite de l'assassinat de l'abbé Perrot, le bourg tout entier est mis au pillage ; terrorisés, les habitants s'enfuient. Les soldats allemands, aidés de membres du Bezen Perrot dirigés par Michel Chevillotte  se servent dans les maisons, incendient l'école, la mairie, ainsi qu'un hameau de la commune, et multiplient les rafles, les arrestations et les tortures. Le 18 juillet 1944, lors d'un parachutage d'armes dans la région de Scrignac, un groupe de 13 jeunes gens est arrêté et deux d'entre eux, Robert Le Guiner (Guinier) et Pierre Le Hénaff, sont transférés par les Allemands à Pontivy ; leurs corps n'ont jamais été retrouvés. Les corps des frères P. et V. Poher, demeurant à Plévin et arrêtés à Bourbriac, sont découverts à Scrignac le 20 juillet 1944, puis ceux de Françis Kervœlen et Édouard Guillou, exécutés le 30 juillet 1944 et Georges Le Jeune le 1er août 1944, arrêté en même temps que Théodore Le Nénan le 11 juillet 1944 lors de la rafle de Saint-Nicolas-du-Pélem ; ce dernier, étrangement, ne fut pas tué ; il fut accusé par la suite d'avoir collaboré en aidant les Allemands à traquer les résistants dans la région de Scrignac et Plougonven et fut condamné à cinq ans de travaux forcés, à la dégradation nationale et à la confiscation de ses biens, par le tribunal militaire de Paris.
Le 29 juillet 1944, l'aviation alliée bombarde le bourg à la demande de la Jedburgh Team Hilary, l'objectif visé étant les deux écoles publiques où logeait l'armée allemande et le presbytère où logeaient les miliciens de la Bezen Perrot. La résistance locale s'était opposée en vain à ce bombardement qui fit vingt-trois victimes civiles parmi la population malgré le bouche à oreille qui avait annoncé le bombardement, mais seulement deux victimes parmi les militaires allemands, la plupart de ceux-ci étant partis en opération ; les miliciens demeurés sur place furent indemnes, l'un d'entre eux, Jean Miniou, se réfugiant dans une fosse d'aisance ! Les écoles publiques, le presbytère et plusieurs maisons furent rasés et l'église endommagée.
Plusieurs résistants de Scrignac ont été arrêtés et fusillés par les Allemands : Jean Priol, Jean-Marie Le Fur et Joseph Salaun le 26 juin 1944 (stèle de Roudouhir), Joseph Salaun le 27 juin 1944 (stèle de Lescombleis), les frères Paul et Valentin Poher le 23 juillet 1944, Francis Kervoelen et André Édouard Guillou le 30 juillet 1944 (stèle de Kerbrat). Le 3 juillet 1944 Robert Boucher est tué à Ty ar Hoën en Plouyé. D'autres sont morts en déportation comme François-Marie Coant.
En tout, le monument aux morts de Scrignac porte les noms de 55 personnes mortes pour la France pendant la Seconde Guerre mondiale.

#### L'après-Seconde-Guerre-mondiale

##### Un fief rural du parti communiste pendant longtemps
Scrignac a longtemps été considéré comme le cœur même de la « montagne rouge » : avant Jean-Marie Perrot, nommé curé de Scrignac par son évêque en guise de sanction (« en avant-goût de purgatoire ») mais qui y demeura 13 ans jusqu'à sa mort en 1943, aucun recteur de Scrignac n'avait pu tenir plus de deux ou trois ans.
Scrignac présente la particularité d'avoir été pendant longtemps un fief rural du parti communiste en Bretagne (fief parfois indocile puisque les communistes scrignacois présentèrent parfois des candidats en désaccord avec la ligne officielle du parti). Selon l'ethnologue Patrick Le Guirriec qui a consacré une monographie à cette commune, cette puissance locale du parti communiste s'explique par leur rôle dans la résistance locale pendant la Seconde Guerre mondiale à laquelle participèrent la plupart des « humbles » de la commune par contraste avec les « messieurs » plus souvent neutres ou collaborateurs même si l'évocation des faits alors survenus reste encore souvent taboue.
Le déclin national de l'influence communiste s'est aussi fait sentir à Scrignac, mais le PCF y reste prépondérant : par exemple lors des élections cantonales de 2008, au premier tour, le candidat du Parti communiste français a obtenu à Scrignac 194 voix (36,88 %) devançant le candidat de la majorité présidentielle 170 voix (32,32 %) et le candidat socialiste 135 voix (25,67 %), ce dernier étant pourtant l'élu cantonal (canton d'Huelgoat) lors du second tour. Le déclin communiste se confirme aux élections législatives de 2012, où la liste Front de gauche soutenue par le PCF ne recueille que 16 % des voix.
C'est cette tradition de « montagne rouge » qui explique probablement ce dicton traditionnel en langue bretonne dont voici la traduction française :
 Aux montagnes de Scrignac

 On envoie grignoter le diable.

##### Les autres faits de l'après-Seconde-Guerre-mondiale
Trois soldats (François Corvez, Jean Marie Fer et Joël Gac) originaires de Scrignac sont morts pendant la guerre d'Algérie.
François Corvez s'est engagé dans la Marine Nationale le 26 mai 1952.Il a ensuite suivi sa formation de spécialité au centre Siroco puis a été affecté aux commandos de Monfort et Jaubert en Indochine du 10 juin 1953 au 9 avril 1955. Affecté à la demi brigade de fusiliers marins le 1er mai 1956, il est tué le 29 août 1956 au cours d'opérations de maintien de l'ordre au sud-ouest de Nedroma (Oran). Texte de la citation à l'ordre de l'armée de mer à titre posthume : « Jeune quartier-maître fusilier remarquable par sa bravoure et par son ardeur combative. Le 29 août 1956, dans la région du djébel Zakri, au cours d'un accrochage à courte distance en terrain très touffu, s'est élancé à deux reprises sur un ennemi embusqué. Est tombé en pleine action, mortellement blessé, donnant à tous le plus bel exemple de courage et de mépris du danger. »
En 1982, la croix commémorant la mort de l'abbé Perrot est détruite, alors qu'elle était fréquemment fleurie. Cette destruction entraîne rapidement une réaction : le monument aux morts de la commune, où figurent les noms des Résistants de la commune, donc des adversaires de Perrot, est lui aussi détruit par une explosion revendiquée par le front de libération de la Bretagne. Nouvelle réaction : les groupes d'anciens résistants manifestent sous le drapeau du parti communiste français.

### Coat-Quéau (Koat-Keo)
Coat-Quéau fut longtemps une trève importante de Scrignac. En 1388, une bulle accorde des indulgences à ceux qui voudraient contribuer par leurs aumônes à la restauration de sa chapelle. Une couverture d'un livre en parchemin signale l'existence d'une école à Coat-Quéau dans la seconde moitié du XVe siècle. La chapelle fut vraisemblablement reconstruite au XVIe siècle et était entourée d'un enclos paroissial avec cimetière et calvaire. Elle tombe en ruines dès la fin du XIXe siècle.
En 1925, la commune de Scrignac mit en vente publique les ruines de l'ancienne église, devenue simple chapelle, de Coat-Quéau, longue de 30 mètres et large de 20 mètres, ainsi que le calvaire. La flèche du clocher était alors brisée et les pierres de son tiers supérieur avaient servi à la construction d'un pont. La toiture était effondrée depuis 20 ans et des arbres avaient poussé à l'intérieur. La chapelle fut achetée par un industriel de Quimper, René Bolloré ; les pierres furent transportées à 40 kilomètres de là et réutilisées dans la construction d'une nouvelle chapelle à l'usine de Cascadec, à Scaër.
Une nouvelle chapelle fut construite au même emplacement en 1937 : "L'architecture est due au Président de l'Atelier Breton d'Art Chrétien, M. James Bouillé ; les coloris des vitraux représentent les sept saints de Breiz, dus au talent du jeune maître-verrier, Job Guével ; l'imposante statue de Notre-Dame, sortie du ciseau du sculpteur sur bois F. Chauris" écrit alors l'hebdomadaire Le Courrier du Finistère à l'occasion de sa consécration qui a lieu en octobre 1938.
L'abbé Jean-Marie Perrot, après son assassinat en décembre 1943 par la Résistance, fut enterré près de la chapelle de Coat-Quéau.

## Démographie
L'évolution du nombre d'habitants est connue à travers les recensements de la population effectués dans la commune depuis 1793. Pour les communes de moins de 10 000 habitants, une enquête de recensement portant sur toute la population est réalisée tous les cinq ans, les populations de référence des années intermédiaires étant quant à elles estimées par interpolation ou extrapolation. Pour la commune, le premier recensement exhaustif entrant dans le cadre du nouveau dispositif a été réalisé en 2008.

En 2022, la commune comptait 781 habitants, en évolution de +0,26 % par rapport à 2016 (Finistère : +2,16 %, France hors Mayotte : +2,11 %).
| 1793  | 1800  | 1806  | 1821  | 1831  | 1836  | 1841  | 1846  | 1851  |
| ----- | ----- | ----- | ----- | ----- | ----- | ----- | ----- | ----- |
| 2 016 | 2 048 | 2 190 | 2 164 | 2 586 | 2 652 | 2 767 | 2 891 | 2 890 |

| 1856  | 1861  | 1866  | 1872  | 1876  | 1881  | 1886  | 1891  | 1896  |
| ----- | ----- | ----- | ----- | ----- | ----- | ----- | ----- | ----- |
| 2 812 | 2 947 | 3 103 | 3 056 | 3 130 | 3 085 | 3 120 | 3 140 | 3 256 |

| 1901  | 1906  | 1911  | 1921  | 1926  | 1931  | 1936  | 1946  | 1954  |
| ----- | ----- | ----- | ----- | ----- | ----- | ----- | ----- | ----- |
| 3 651 | 3 825 | 3 832 | 3 511 | 3 386 | 3 208 | 2 869 | 2 558 | 2 111 |

| 1962  | 1968  | 1975  | 1982  | 1990  | 1999 | 2006 | 2008 | 2013 |
| ----- | ----- | ----- | ----- | ----- | ---- | ---- | ---- | ---- |
| 1 946 | 1 687 | 1 405 | 1 222 | 1 005 | 883  | 825  | 809  | 807  |

| 2018 | 2022 | - | - | - | - | - | - | - |
| ---- | ---- | - | - | - | - | - | - | - |
| 734  | 781  | - | - | - | - | - | - | - |

Commentaire : Si l'on néglige quelques minimes dents de scie, la population de Scrignac a augmenté presque constamment pendant les deux premiers tiers du XIXe siècle, passant de 2 016 habitants en 1793 à 3 103 en 1876, soit un gain de plus de 1 000 personnes (plus de 50 % d'augmentation en 83 ans), puis après une période de stagnation dans les décennies 1880-1890, recommence à augmenter atteignant son pic démographique en 1911 avec 3 832 habitants. À partir de cette date, l'exode rural provoque un retournement démographique très net : le déclin est constant d'un recensement à l'autre, la commune perdant plus de 3 000 habitants en 94 ans entre 1911 et 2006, soit plus des trois quarts de sa population de 1911. Contrairement à d'autres communes rurales de la région, le déclin démographique continue encore dans les premières années du XXIe siècle, la commune ayant par exemple encore perdu 58 habitants en 7 ans entre 1999 et 2006. La densité de population est désormais inférieure à 12 habitants au km2.
Le bourg ne regroupait traditionnellement qu'une faible partie des habitants de la commune : 371 en 1886, pour une population communale totale de 3 120 personnes.
Le vieillissement de la population est important : les 60 ans et plus représentent en 2006 presque 40 % de la population totale alors que les 0 à 19 ans sont à peine plus de 16 %. En 10 ans, entre 1999 et 2008, Scrignac a enregistré 60 naissances et 189 décès, soit un lourd déficit naturel de 129 personnes, les naissances représentant moins du tiers des décès. Toutefois le solde migratoire, régulièrement déficitaire tout au long du XXe siècle, est redevenu légèrement positif entre 1999 et 2007.

## Économie
La commune dispose encore d'un bon réseau commercial pour une commune de cette taille puisque de nombreuses professions artisanales et commerciales sont représentées : menuiserie, garages, maçonnerie, épiceries, restaurant, taxis, santé, social... Une importante activité agricole s'y maintient également malgré l'altitude relativement élevée et le vallonnement très marqué du terroir communal : en 1996, 60 exploitations agricoles y étaient encore recensées et la SAU (surface agricole utile) y représentait 51,2 % de la superficie totale de la commune.
Les établissements Goarnisson exploitent une carrière importante de granulats dans le sud de la commune. Par le passé, un gisement de calcaire (une lentille de calcite incluse dans les schistes comme il s'en trouve également dans la presqu'île de Crozon et dans la région de Châteaulin) fut exploité par intermittences entre 1831 et 1950 à Moulin-Terre. Jusqu'aux années 1930, tous les jours, une charrette tirée par quatre chevaux allait à la gare expédier la chaux et revenait chargée de charbon. L'activité du four à chaux a donc contribué à la prospérité de la gare et vice versa. Cette exploitation explique aussi la construction de logements ouvriers à cette époque.

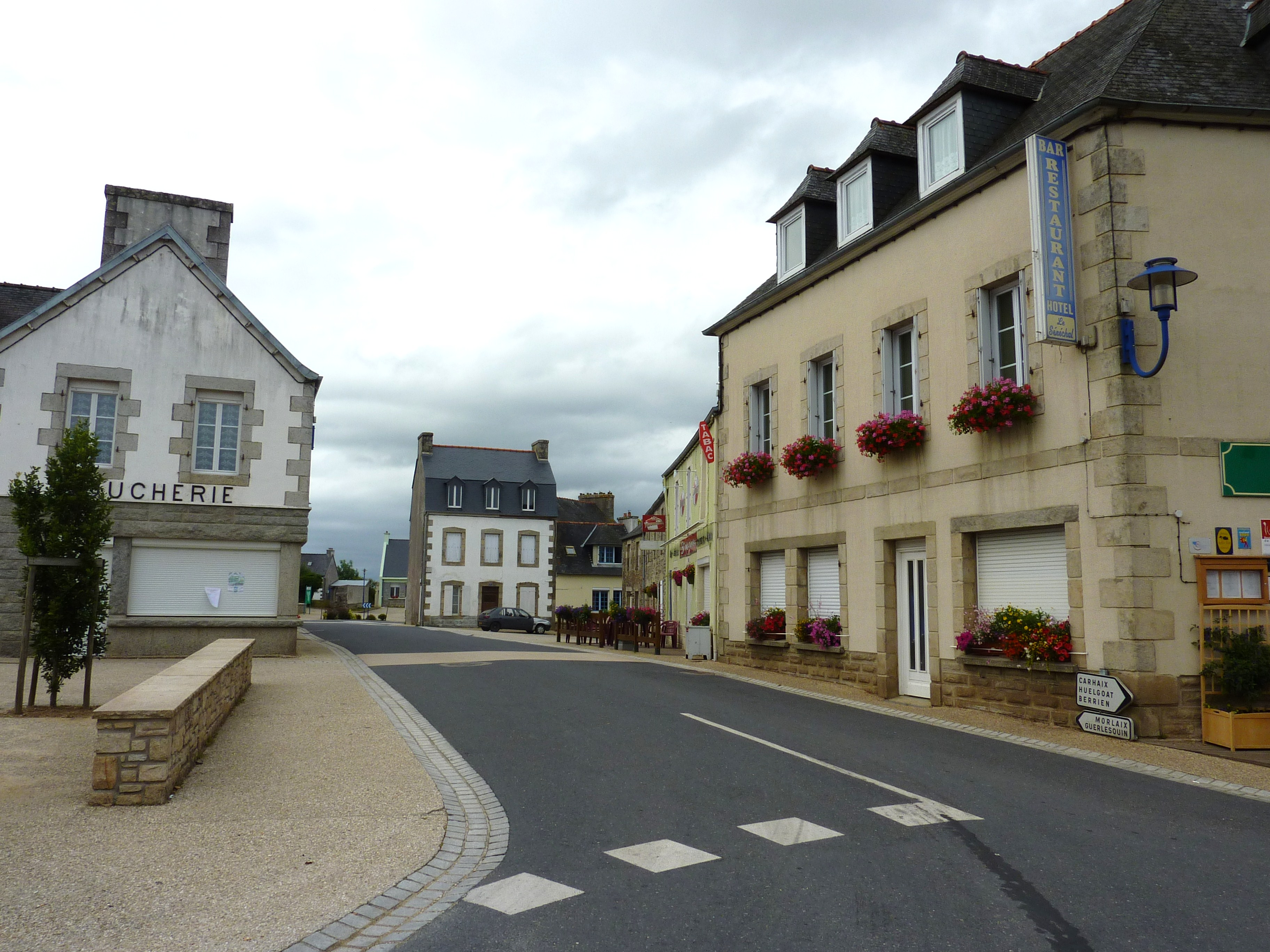
Rue principale du bourg (en direction de Guerlesquin).
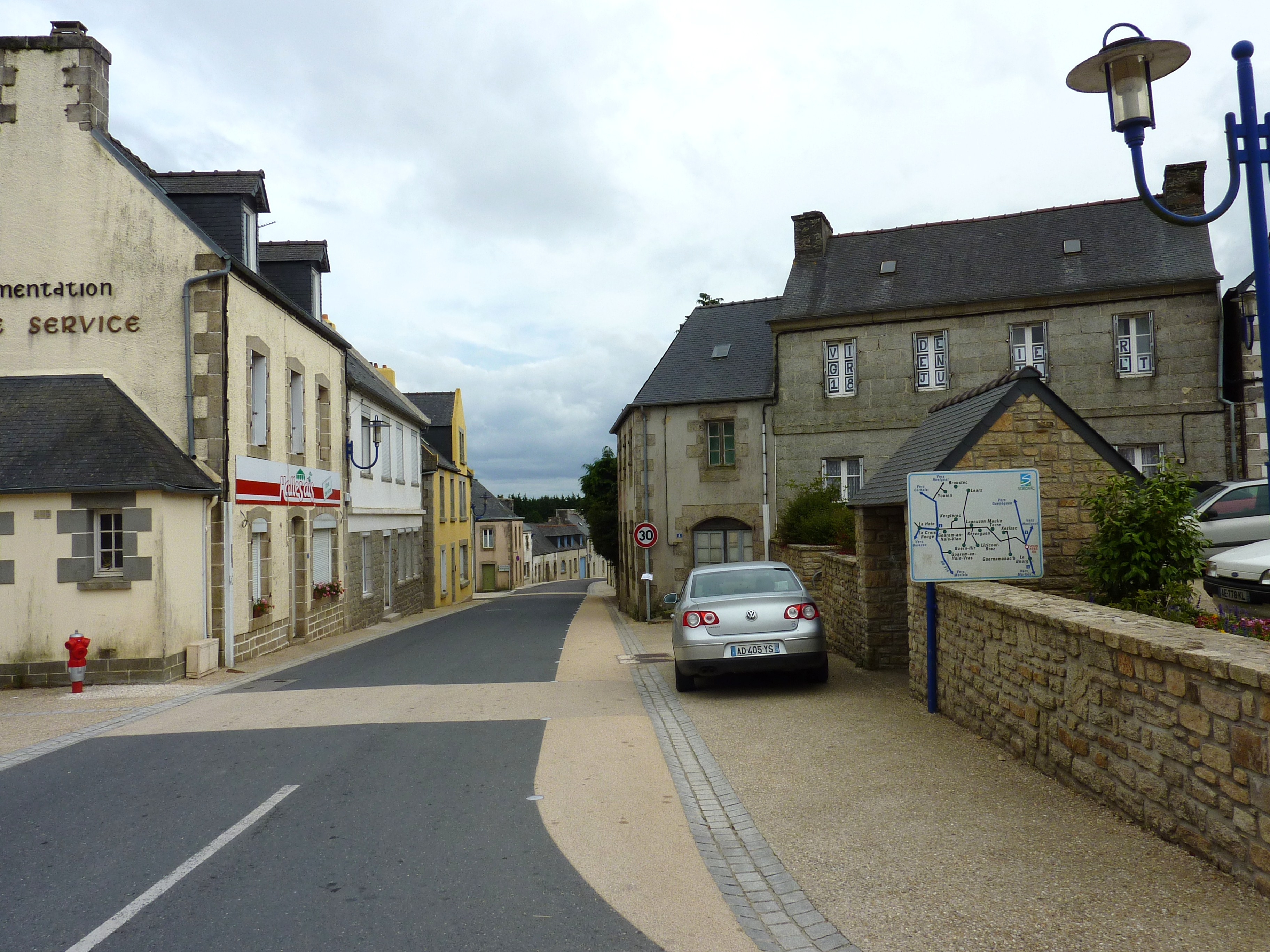
Rue principale du bourg (en direction de Berrien).
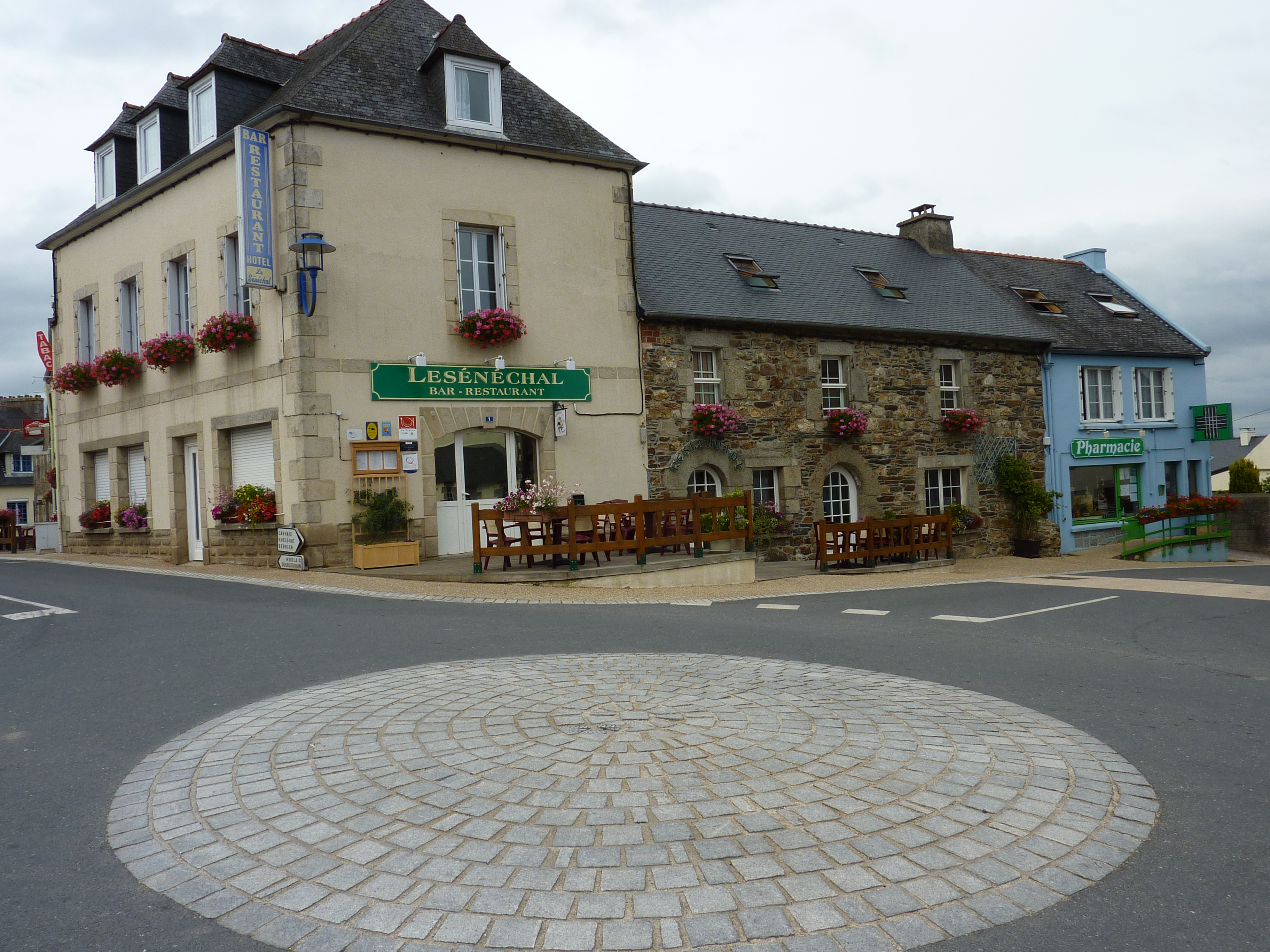
Commerces au centre du bourg.
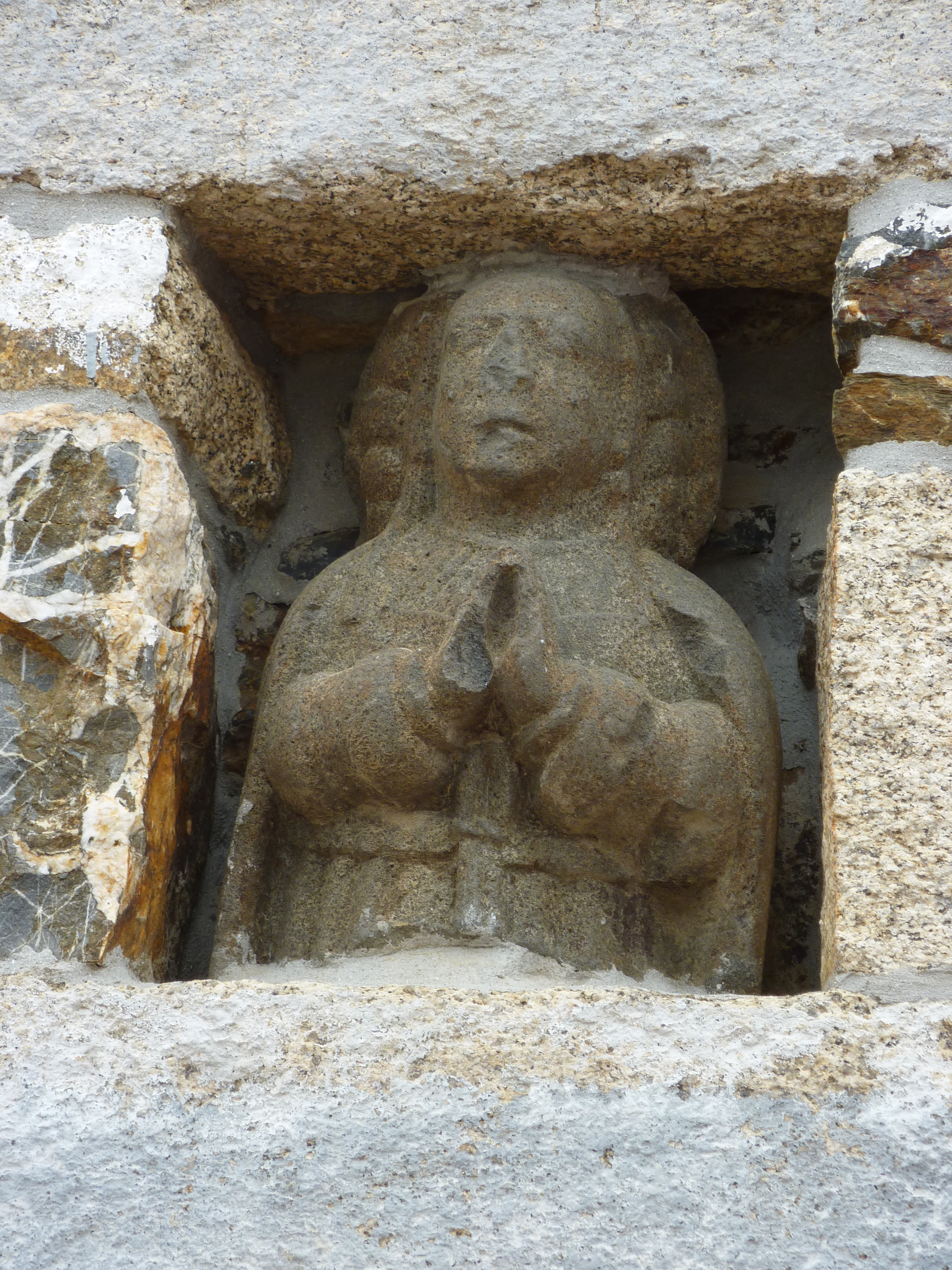
Statue dans une niche (façade d'une maison de la place principale du bourg).

## Politique et administration

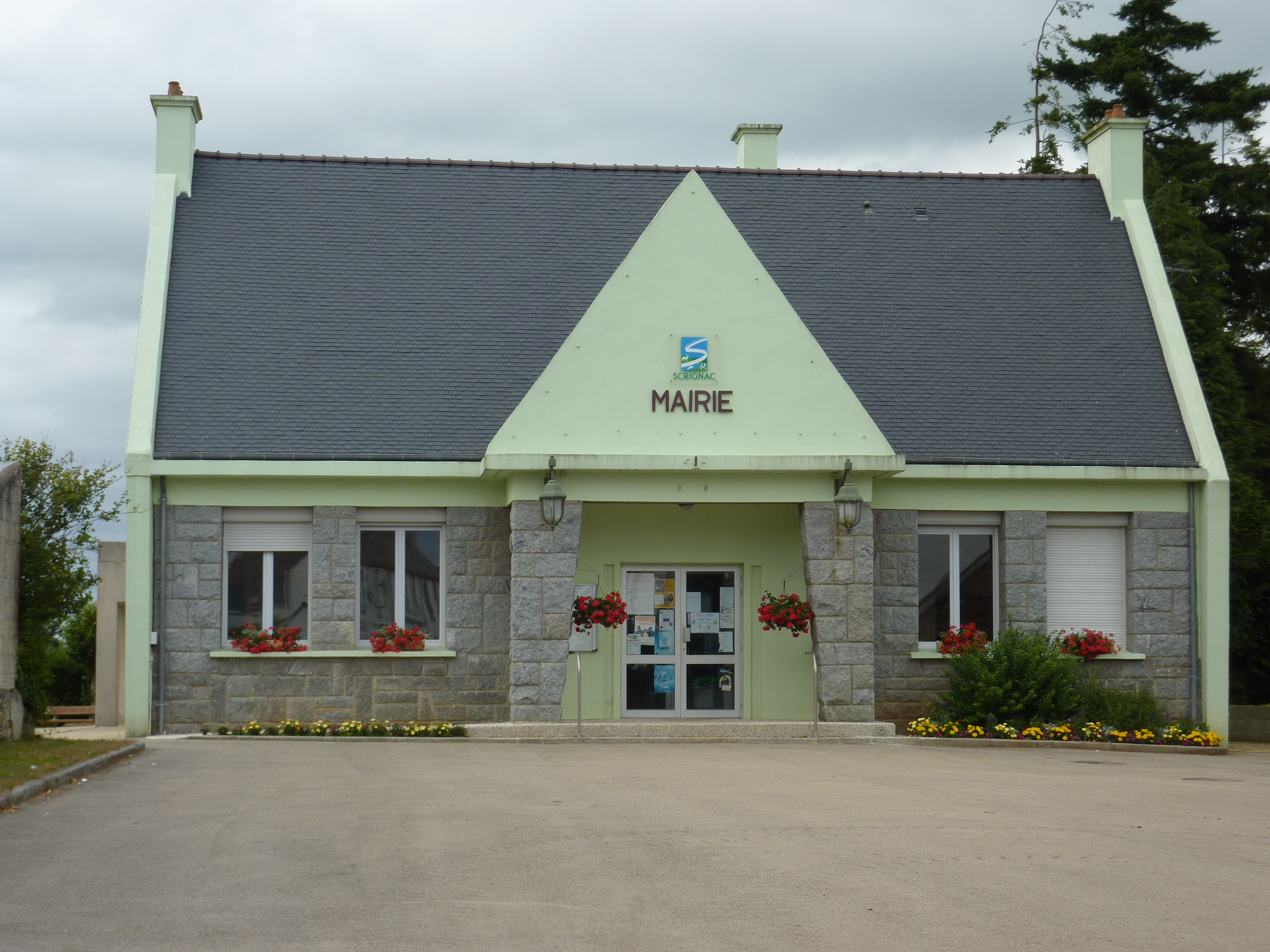
La mairie.

Scrignac est l'un des bastions du communisme rural en Bretagne, même si les communistes locaux ont parfois été frondeurs à l'égard de la ligne officielle du Parti communiste français comme l'explique le sociologue Patrick Le Guirriec dans sa monographie de la commune. Cette particularité trouve ses racines dans le fait que ce parti a ici incarné la Résistance française pendant l'Occupation.

## Personnalités liées  à la commune
- Jean-Marie Perrot, recteur de Scrignac, né à Plouarzel le 3 septembre 1877, fonde le Bleun-Brug en 1905 et devient directeur de la revue catholique Feiz ha Breiz (Foi et Bretagne), de 1911 à sa mort. Devenu recteur de Scrignac en 1930, il siège au sein du Comité Consultatif de Bretagne, créé par Vichy. Sa revue Feiz ha Breiz publie des articles violemment antibolcheviques. Accusé par certains de collaboration, il meurt assassiné par la Résistance[84] le 12 décembre 1943 à Scrignac, probablement selon Thierry Guidet par Jean Thépaut[85].
- Théodore Le Hars (1861-1928), sénateur du Finistère, maire de Quimper et conseiller général, mort accidentellement à Scrignac le 2 octobre 1928.
- Francis Coant[86], né le 15 août 1916 à Scrignac, communiste, propagandiste résistant, arrêté sur dénonciation et arrêté à Scrignac en juin 1944 par le Kommando de Landerneau[84] (autonomistes bretons collaborateurs), cousin de Louis Coant. Fusillé par les Allemands le 8 juin 1944 à la caserne du Colombier à Rennes.
- Louis Coant[86], né le 9 octobre 1920 à Scrignac. Dénoncé par Corre et arrêté à Scrignac en juin 1944 par le Kommando de Landerneau (autonomistes bretons collaborateurs), cousin de Francis Coant. Fusillé par les Allemands le 8 juin 1944 à la caserne du Colombier à Rennes. Chevalier de la Légion d'honneur à titre posthume par décret du 11 janvier 1961 en tant que lieutenant des FFI.
- Théophile Kervoelen (1913-1938), rejoint Courbevoie en région parisienne, combattant volontaire en Espagne républicaine dès novembre 1936, mort au combat en Aragon en mars 1938.
- Jean Thépaut (1923-1974), militant du parti communiste et membre de l'Organisation spéciale. Il passe pour être l'auteur de l'attentat à la grenade contre le Foyer du soldat allemand à Morlaix le 26 décembre 1943 et pour être l'auteur de l'assassinat le 12 décembre 1943 de l'abbé Perrot à Scrignac, militant nationaliste breton. Après la Seconde Guerre mondiale, il s'engagea dans l'armée française (fusilier marin) qu'il aurait été chargé d'infiltrer dans un but anticolonialiste.
- François-Louis Goaziou (22/03/1864-31/03/1937 à Charleroi en Pennsylvanie - États-Unis) : à l'âge de 16 ans, en 1880, il émigra aux États-Unis et devint mineur en Pennsylvanie, puis journaliste et permanent appointé de la Fédération américaine du droit humain ; membre de la « Chevalerie du travail » (organisation ouvrière d'avant-garde), puis de l'UMWA, puis des IWW, puis de l'AFL ; militant coopérateur ; militant anarchiste, puis socialiste ; propagandiste infatigable et rédacteur de journaux révolutionnaires de langue française de 1890 à 1916 ; sans doute la figure la plus remarquable du mouvement révolutionnaire franco-américain. Il a été pendant de nombreuses années le président de la fédération de droit humain des États-Unis (Franc-maçonnerie)[87].
- Jean-Marie Collobert (10/09/1911-8/07/1944), officier marinier mort pour la France. Il est mort dans le naufrage du sous-marin La Perle, le 8 juillet 1944, entre Terre-Neuve et le Groenland. Il n'y eut qu'un seul rescapé. Le sous-marin avait au préalable assuré plusieurs missions de renseignement, pour l'armée française de la Libération, déposant et récupérant des agents secrets sur les côtes françaises avant de retrouver sa base à Alger. Jean-Marie Collobert a été décoré à titre posthume de la Croix de guerre avec étoile d'argent. « Par son magnifique courage et son mépris total du danger, a contribué à la réussite des opérations effectuées sur les côtes occupées par l'ennemi. Disparu en Atlantique avec son bâtiment déjà cité à l'ordre du régiment. »
- Yves Guinamant (1651-1717), écuyer sieur de Keralio. Il quitte Scrignac en 1660 à la mort de son père pour rejoindre Morlaix. Il devient procureur au parlement de Bretagne à Vannes puis à Rennes. Il est le grand-père de Agathon Guinement, Auguste de Keralio et Louis-Félix Guynement de Kéralio.
- Émile Gourvil, né à Scrignac le 29 mars 1845, avocat à Morlaix, fut conseiller général du canton du Huelgoat à partir de 1889 et est élu député de la deuxième circonscription de Châteaulin en 1891, réélu en 1893 mais ne se représenta pas en 1898. Il se définissait comme « républicain indépendant », voulant « protéger l'agriculture ».
- Yves Ménez dit « Pier Min », de Scrignac, eut le génie dès le milieu des années 1920 de créer et d'adapter des airs de gavottes en intégrant dans un ambitus plus large, des chromatismes, des modulations, des emprunts aux tons voisins, des rythmes syncopés. Quelle que soit la reprise des standards de tradition populaire ou l'interprétation de ses propres compositions, Ménez affirma un sens mélodique et un tempérament peu communs[88].
- Louis Marie Coroller (1779-1846). Chevalier de la Légion d'honneur (1835). Il est entré en service  à 16 ans dans les armées de la République (1795) au 4e régiment d'infanterie légère et suit Bonaparte en Italie et en Égypte. Il regagne la France en 1800. Le 21 avril 1804, il est promu caporal et rejoint la Grande armée et participe à la bataille de Dürenstein et la bataille de Friedland. Le 20 mai 1808, il est affecté au 13e régiment d'infanterie légère et prend part le 21 août 1808 à la bataille de Vimeiro au Portugal. Il est blessé d'un coup de baïonnette à la bataille d'Hollabrunn, de nouveau blessé à la tête à la bataille de Landshut. Promu sous-lieutenant en 1812, il participe à la campagne de Russie (bataille de Smolensk, bataille de la Moskowa où il reçut un coup de fusil à la jambe) et reste à Moscou du 15 septembre au 19 octobre 1812. Il accompagne la retraite de Russie dans la bataille de Krasnoïe et la bataille de la Bérézina. Il est fait prisonnier le 25 décembre 1812 et rentre en France le 30 janvier 1815. Il termine sa carrière comme chef de la 3e division de l'hôtel des Invalides d'Avignon.
- François Marie Corvez (1934-1954). Médaillé militaire, croix de guerre des théâtres des opérations extérieures et croix de la valeur militaire avec palme. Engagé dans la Marine nationale le 26 mai 1952 puis affecté aux commandos de Monfort et Jaubert en Indochine (10 juin 1953 au 9 avril 1955). Il décède le 29 août 1956 au cours d'opérations de maintien de l'ordre au sud-ouest de Nedroma (Oran). Texte de la citation à l'ordre de l'armée de mer à titre posthume : « Jeune quartier-maître fusilier remarquable par sa bravoure et par son ardeur combative. Le 29 août 1956, dans la région du djébel Zakri, au cours d'un accrochage à courte distance en terrain très touffu, s'est élancé à deux reprises sur un ennemi embusqué. Est tombé en pleine action, mortellement blessé, donnant à tous le plus bel exemple de courage et de mépris du danger. »
- Théophile Coussé (1908-1960), né à Scrignac le 18 octobre 1908. Chevalier de la Légion d'honneur par décret du 19 novembre 1945, puis officier de la Légion d'honneur par décret du 19 décembre 1959. Il fut décoré de la médaille militaire, de la croix de guerre 1939/1945 avec palme, de la médaille de la résistance avec rosette, de la médaille commémorative 1939/1945 agrafes Manche et libération, médaille des volontaires dans les FFL, médaille militaire mexicaine, médaille du couronnement de la Reine Elizabeth II. Capitaine de l'armée de terre en poste à l'ambassade de France à Mexico, il rejoint le Général de Gaulle à Londres dès le moi de juin 1940. Le général de Gaulle lui attribue la citation suivante le 12 janvier 1945 : "Après avoir rejoint les forces française dès juin 1940, bien qu'étant de l'armée de terre, s'est porté volontaire pour une mission spéciale maritime particulièrement périlleuse sur les côtes bretonnes, a effectué sa mission en uniforme malgré le surcroît de danger que cela comportait : Mission accomplie avec succès."

## Monuments et sites[89]

### Les églises et chapelles de Scrignac[90]

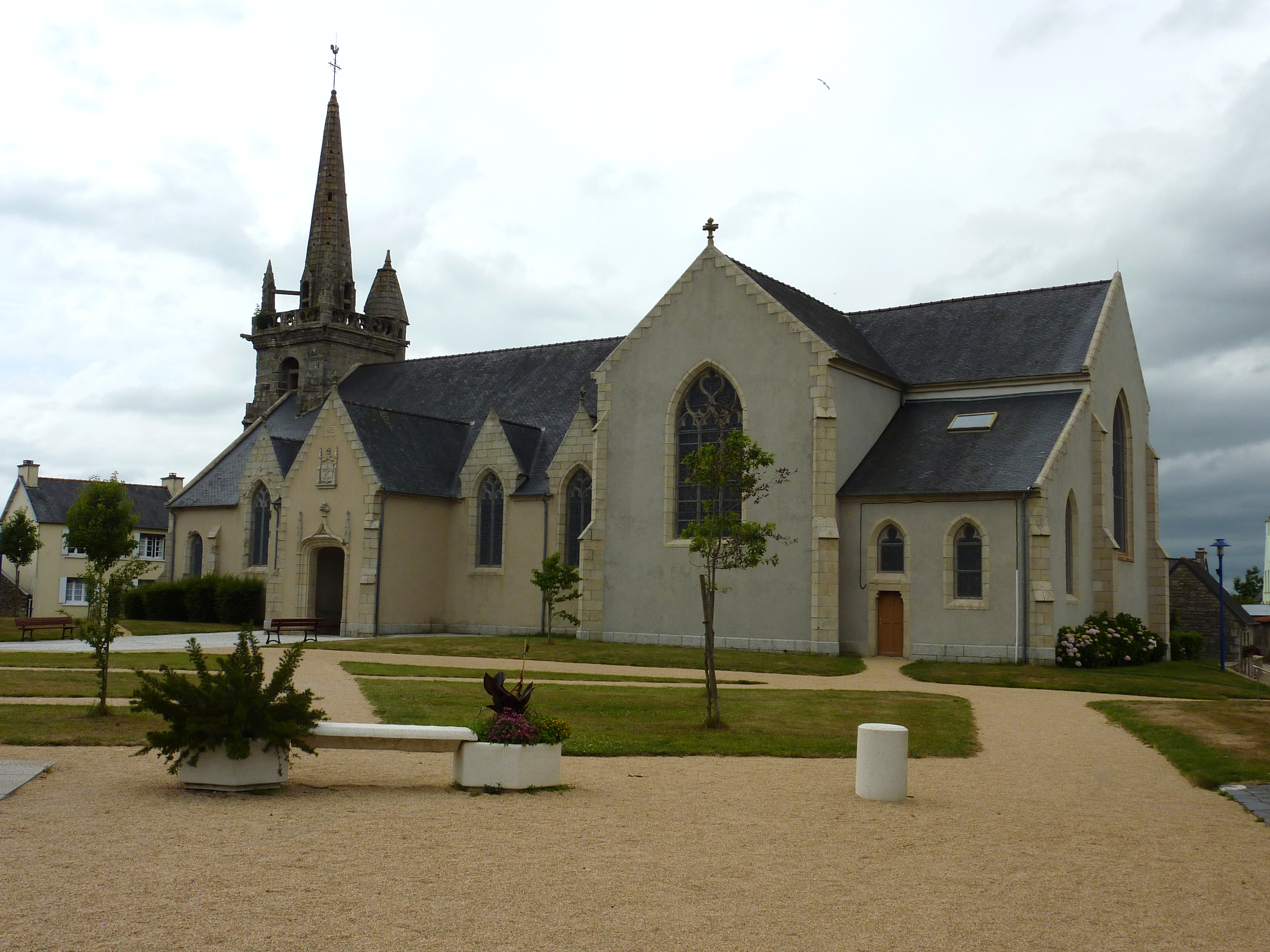
L'église paroissiale Saint-Pierre.

- L'église Saint-Pierre qui datait du XVe siècle, menaçait ruine dès 1792 et a été reconstruite au XIXe siècle (la date de l'achèvement des travaux est 1865), seul le clocher encastré dans l'église et datant du XVe siècle de l'ancienne église ayant été conservé. À l'intérieur, le bénitier date du XIVe siècle. De nombreuses statues de l'ancienne église ont été replacées dans l'actuelle dont un Ecce homo, une Pietà et des statues de plusieurs saints (saint Herbot, saint Ronan, saint Pierre, saint Paul…). L'édifice a été frappé par la foudre en 1931 (ce qui entraîna la destruction de certaines verrières), puis par les bombardements pendant la Seconde Guerre mondiale. L'église fut rénovée en 1946 et à nouveau en 1956.

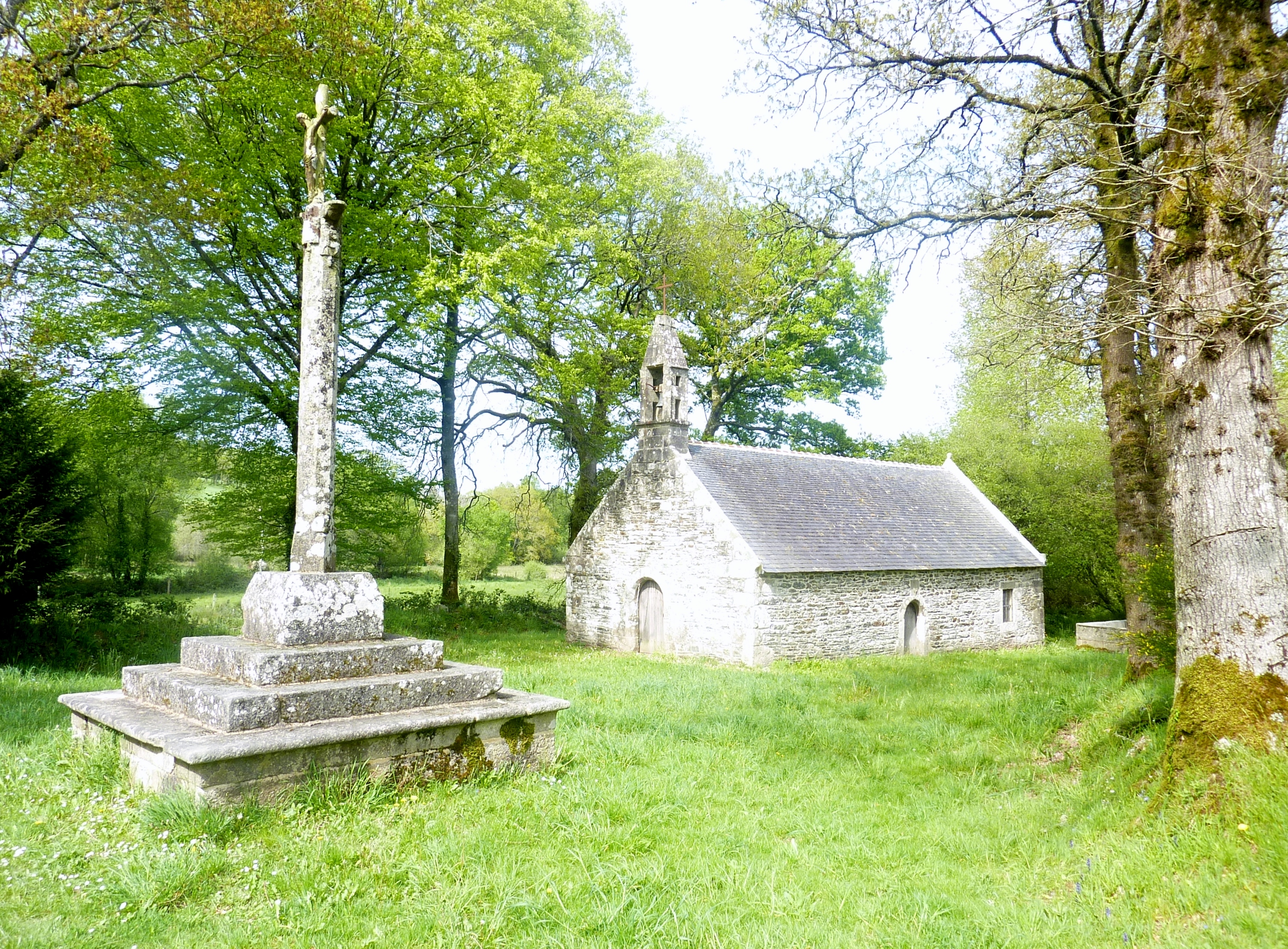
La chapelle Saint-Corentin de Trénivel et son calvaire.

- La chapelle Saint-Corentin de Trénivel (ou Trinivel) (XVe – XVIIe siècle) appartenait à un prieuré dépendant de l'abbaye du Relec (plan rectangulaire)[91]. Sa construction est antérieure au XVe siècle. En ruines au début de la décennie 1980 (il ne restait que les quatre murs), elle a été restaurée grâce à Jack Meyer et à la création d'une association « Les Amis de Saint-Corentin-Trénivel, Scrignac » présidée par Jacques Dilasser. La restauration a lieu en 2003 et 2004 et un pardon est organisé pour la première fois depuis la restauration le 17 juin 2006[92]. Un calvaire et une fontaine se trouvent à proximité; cette dernière forme un bassin carré de 0,80 m de profondeur qui aurait servi à l'accomplissement de bains rituels à l'époque gallo-romaine. La chapelle abrite désormais des expositions d'art contemporain et des concerts de musique classique[93].
- La chapelle Saint-Corentin de Toul-ar-Groaz (XVIe siècle), de plan rectangulaire également, abrite notamment une pietà.
- La chapelle Saint-Hernin-et-Saint-Divy de Kerforc'h date de 1761. Elle est aussi de plan rectangulaire et abrite plusieurs statues dont celles de saint Hernin et saint Herbot, tous deux en évêques bénissant.

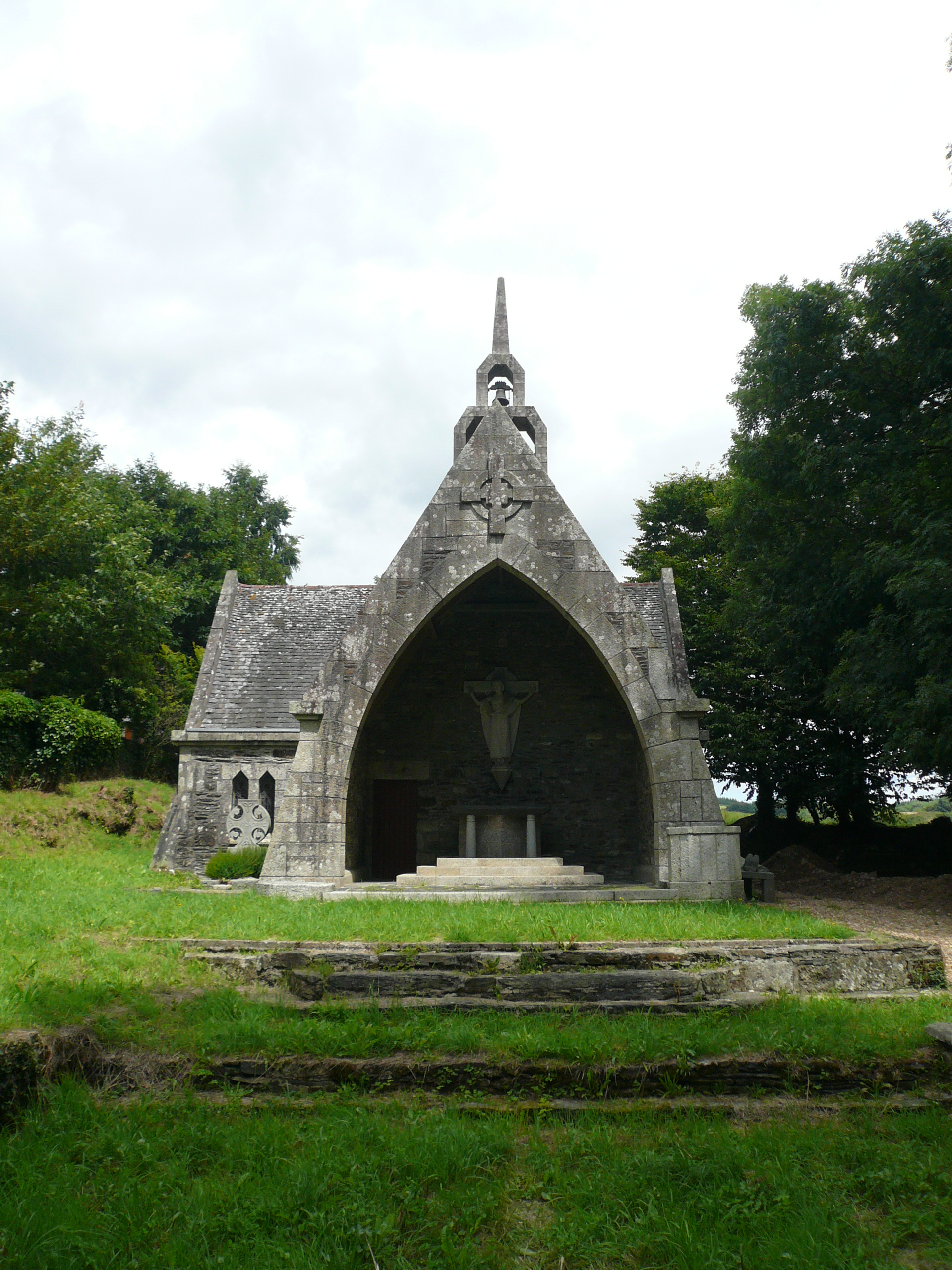
La chapelle de Koat-Keo.

- La chapelle de Koat-Keo où repose l'abbé Perrot qui l'avait fait reconstruire en 1937 (architecte James Bouillé) dans le style régionaliste néo-breton. De plan en « T », elle possède un important porche ouest abritant l'autel utilisé lors des pèlerinages. Ce recteur de Scrignac, nationaliste breton, fondateur du Bleun-Brug, fut abattu en décembre 1943, probablement par la Résistance communiste. Son rôle lors de la guerre, notamment vis-à-vis de l'occupant allemand, reste controversé. L'abbé est depuis sa mort honoré à cet endroit par les patriotes bretons qui voient en lui leur père spirituel. Une messe y est dite en breton chaque lundi de Pâques pour garder sa mémoire. Le pardon de Coat-Quéau est célébré chaque année aux alentours du 20 août. La chapelle et son placître ont été classés monuments historiques par arrêté du 30 septembre 1997. Une croix de type celtique a été édifiée sur sa tombe en 1950.

Tout à côté, l'abbé Jean-Marie Perrot avait fait mettre en valeur la sépulture d'un autre prêtre (le gisant est du côté droit de la chapelle), celui-là victime de la Révolution.
- La croix de Coat-Quéau date de 1669 et se trouvait alors dans l'enclos paroissial de la trève de Coatquéau.

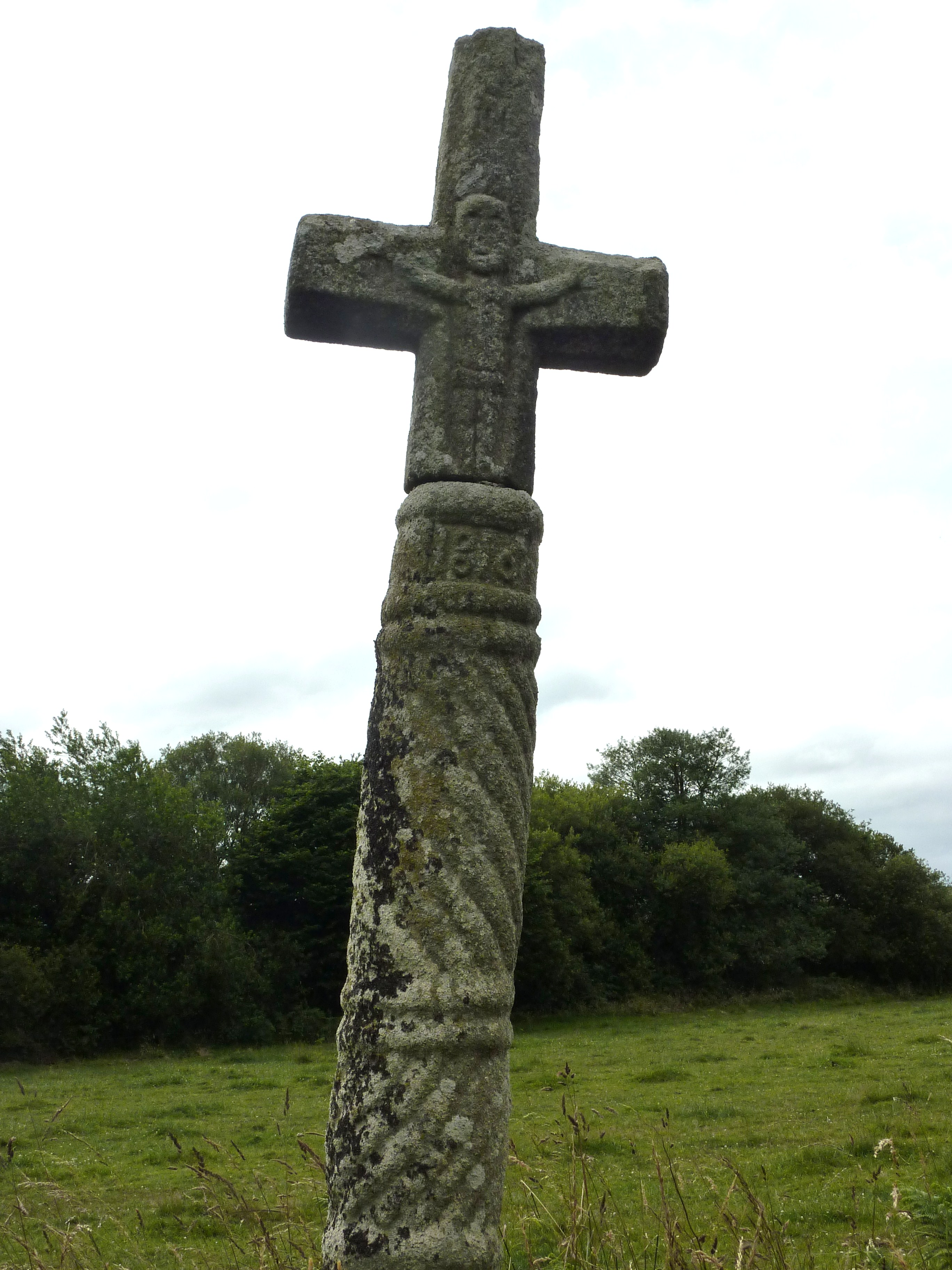
Calvaire le long de la route entre le bourg et Coat-Quéau.

- De nombreuses autres croix[94] ou vestiges de croix parsèment le territoire communal[95].

### Monuments civils
- Scrignac possède sur son territoire 15 moulins à eau, la plupart réaménagés en résidences privées désormais[95]. Huit moulins figuraient déjà sur la carte de Cassini vers 1770, mais ils étaient 14 sur le plan cadastral de 1834.
- La motte féodale de Guernaon date du Xe siècle et garde des traces d'un édifice rectangulaire en bois protégé par une double enceinte[96]. D'autres mottes féodales se trouvaient à proximité, dominant la vallée de l'Aulne, en particulier l'imposante motte féodale de Rospellem dans la commune voisine de Carnoët. Une autre se trouvait entre les villages de Coat-Quéau et Kervran.
- Un four à chaux datant de 1830 se trouve au lieu-dit Moulin-Terre, entre Scrignac et La Croix-Rouge[97].
- L'ancienne gare de Berrien-Scrignac, qui dépendait du Réseau breton, implantée dans la vallée du Squiriou à mi-distance des deux bourgs de Scrignac et Berrien, reconvertie un temps en Écomusée de la chasse et de la faune sauvage, est désormais un gîte d'étape.
- L'ancienne voie ferrée Carhaix-Morlaix a été reconvertie en « voie verte » piétonne et cycliste (et VTTiste). L'ancienne voie ferrée est devenue entre Scrignac et Poullaouen un chemin réservé aux promeneurs et aux roulottes hippomobiles dont la base est à Locmaria-Berrien. Elle longe les rivières du Squiriou, du Beurc'hoat puis l'Aulne.

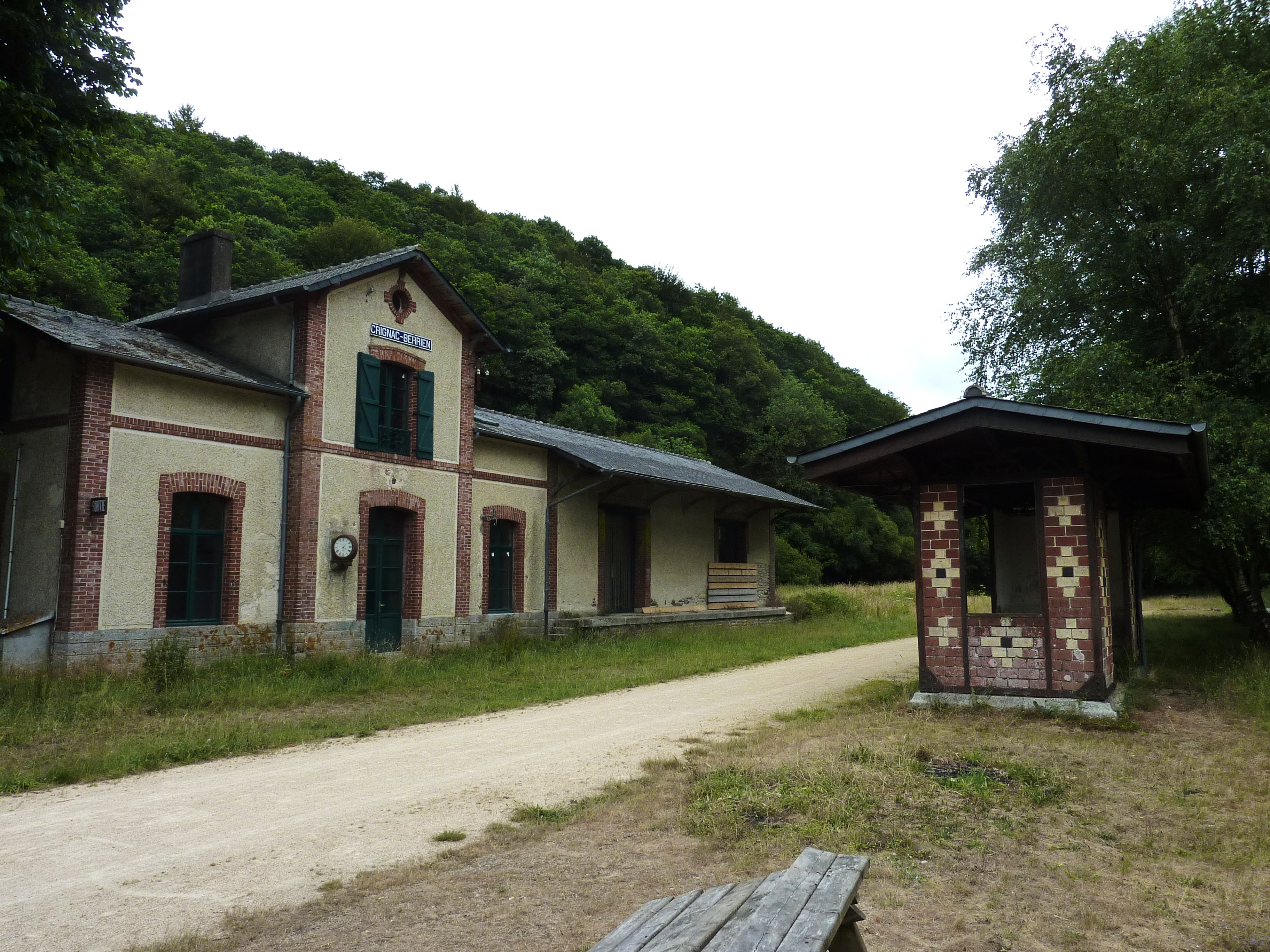
L'ex-gare et l'ancienne voie ferrée reconvertie en « voie verte ».
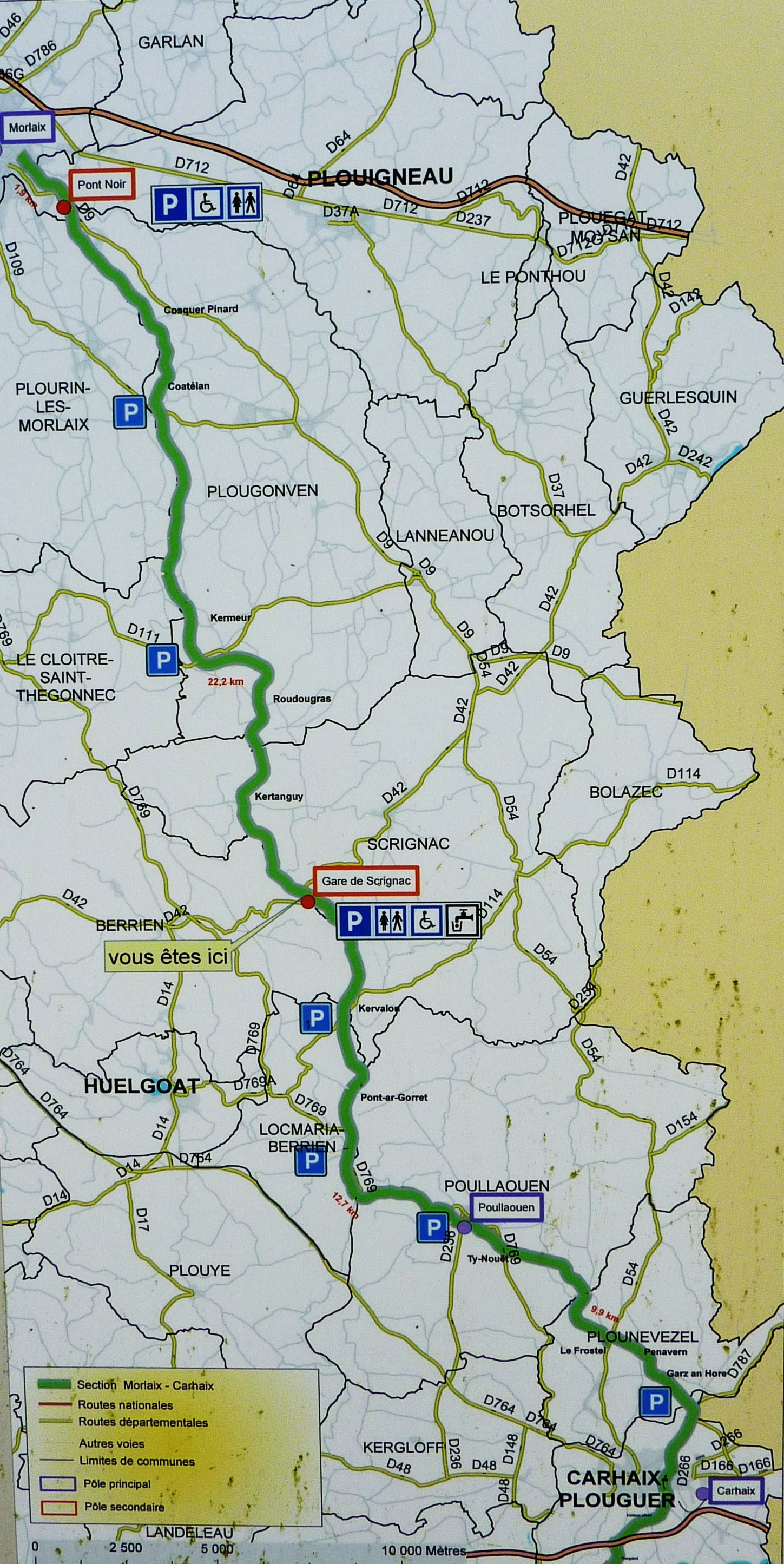
Carte de la « voie verte » entre Morlaix et Carhaix.
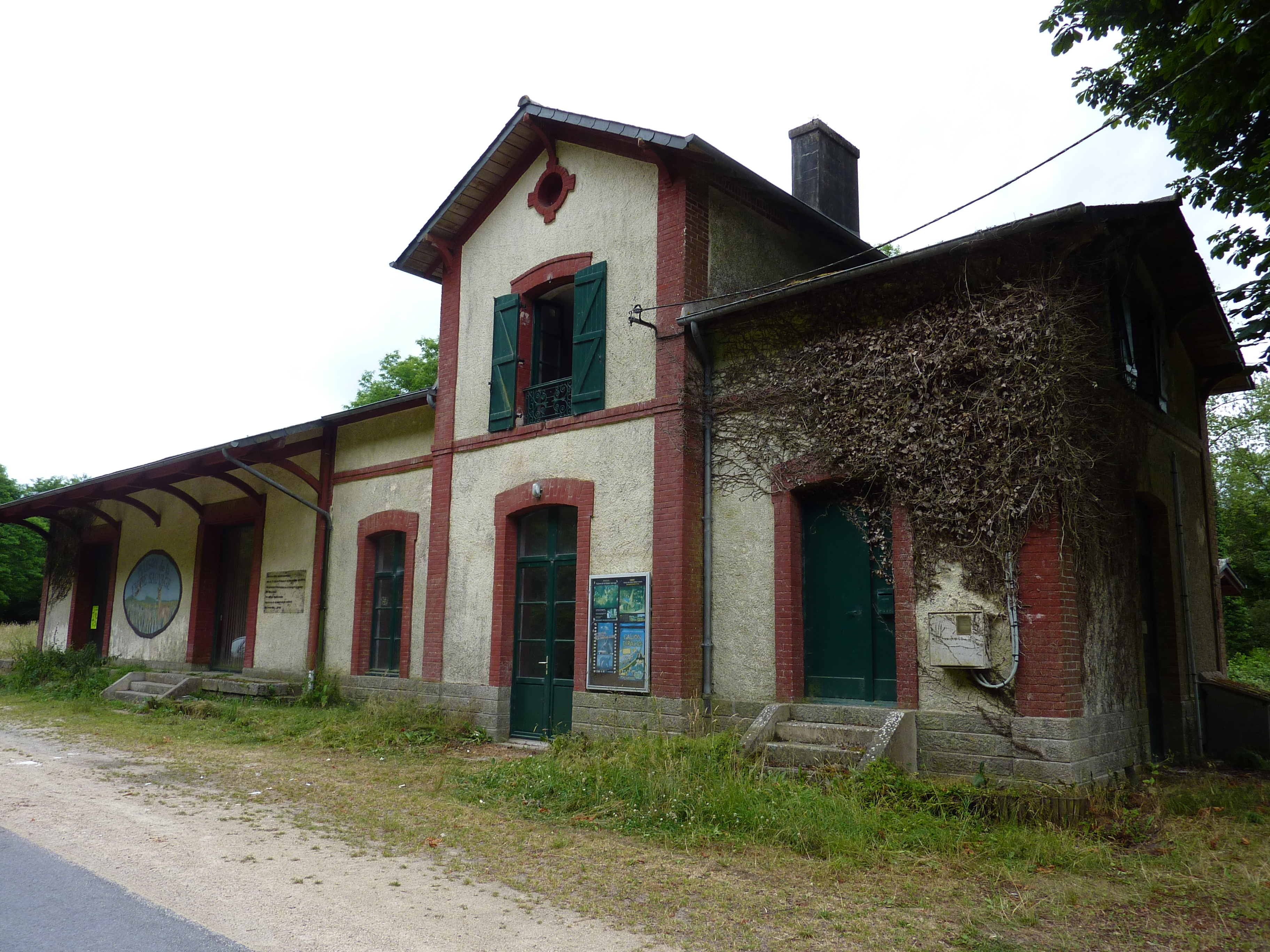
L'ancienne gare de Berrien-Scrignac un temps reconvertie en musée de la chasse et de la faune sauvage.
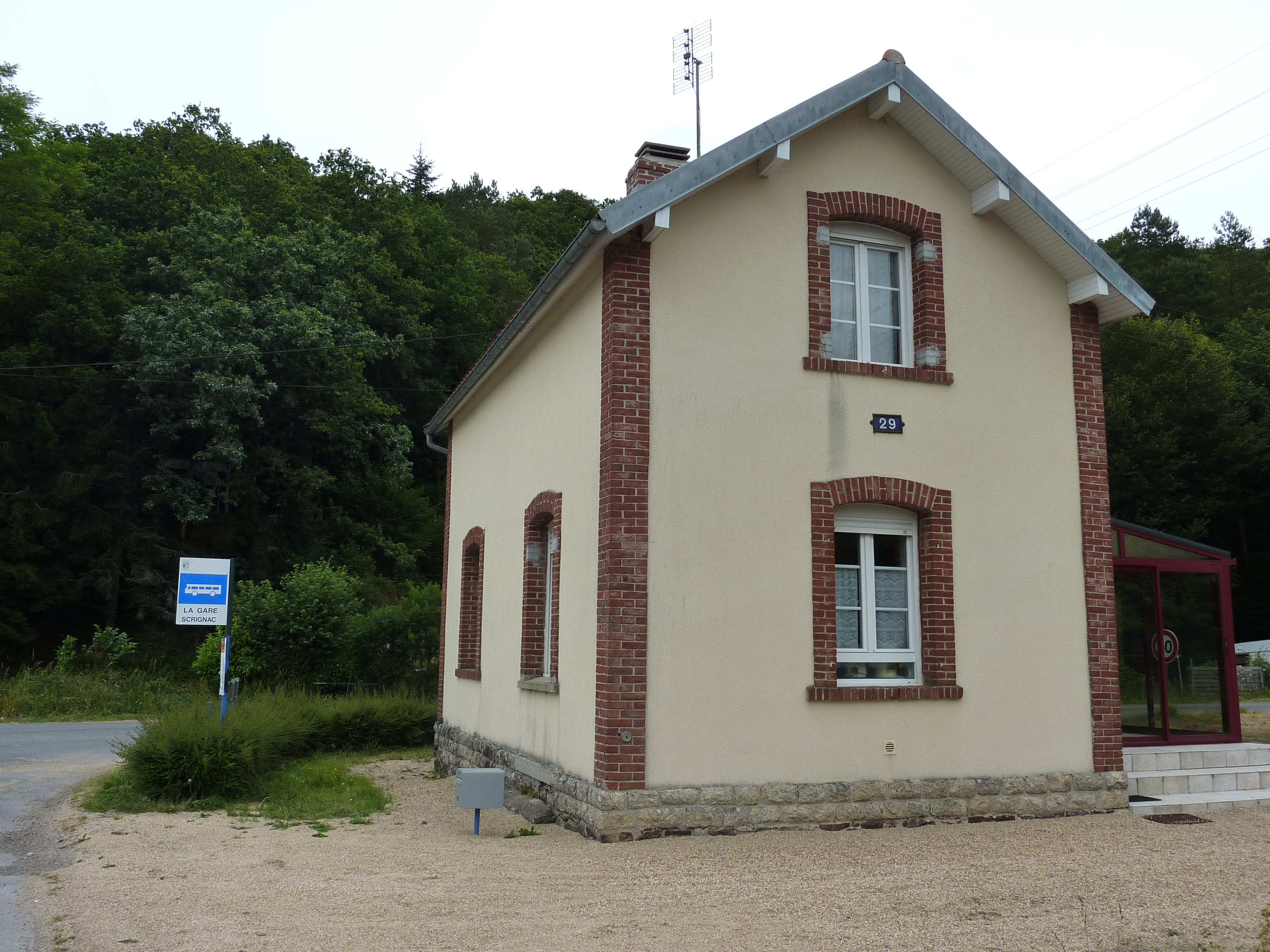
La maisonnette de la garde-barrière de l'ex-passage à niveau sur la route Berrien-Scrignac.

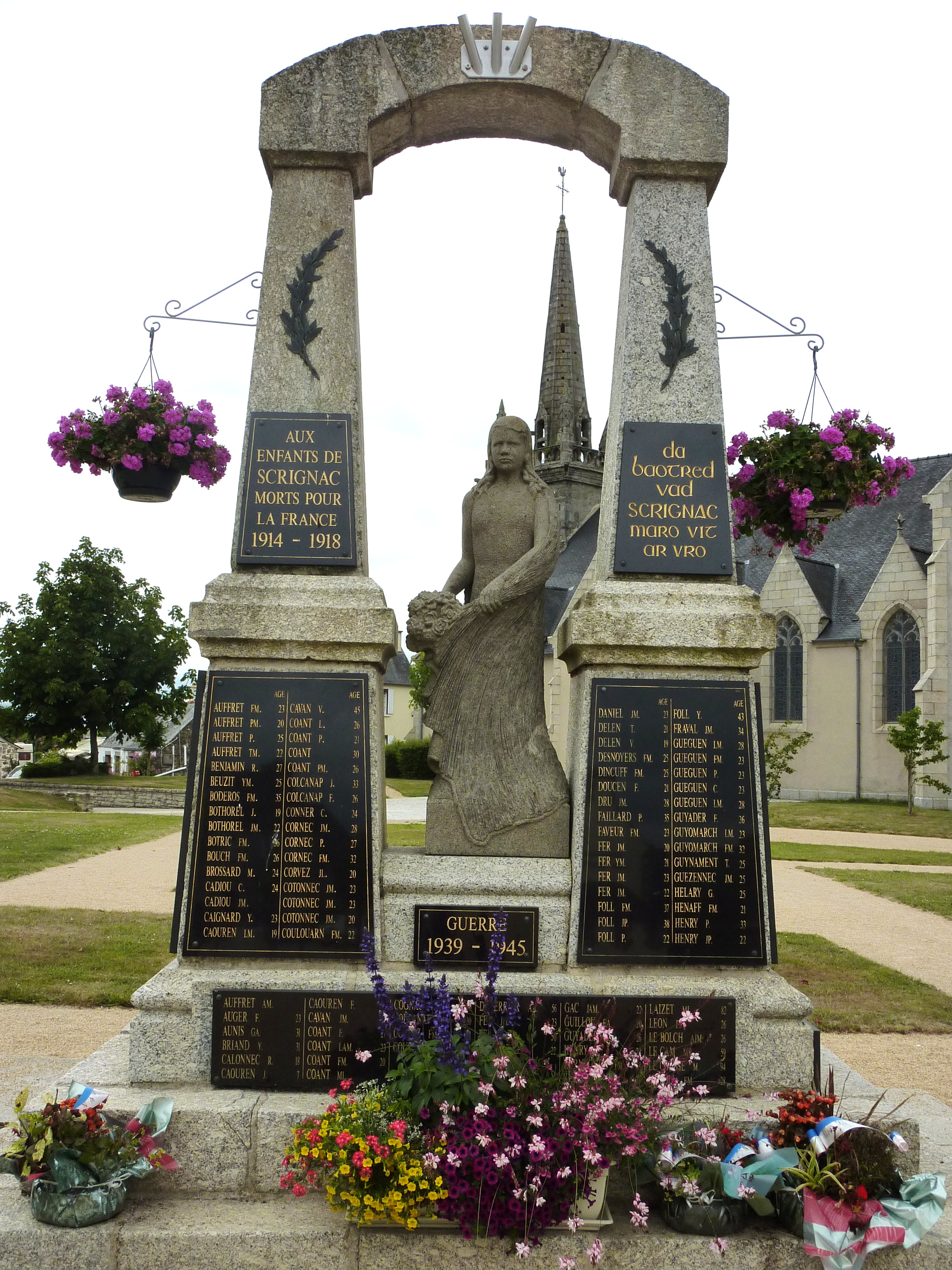
Le monument aux morts.

- Le monument aux morts, en granite bleuté, a été érigé en 1921, mais victime d'un attentat aux débuts de la décennie 1970, il a été reconstruit et modifié en 1989, il porte, outre les noms des tués, des plaques en français et en breton[98].

### Un espace naturel remarquable: les landes du Cragou et du Vergam
- Les landes du Cragou et du Vergam[99] sur les communes de Le Cloître-Saint-Thégonnec, de Lannéanou, de Plougonven et de Scrignac (343 ha) ont été classées « espace naturel remarquable » en décembre 2008. Ces deux sites sont essentiellement constitués de landes et de tourbières, abritant une diversité parmi lesquelles on retrouve des plantes ou des animaux rares et protégés tels le busard Saint-Martin, le busard cendré, le courlis cendré, l'engoulevent d'Europe, le lycopode d'Europe, la sphaigne de la Pylaie ou les deux espèces de rossolis[100]. Cet espace naturel appartient désormais pour l'essentiel au département du Finistère qui en a confié la gestion à l'association « Bretagne vivante »[101].

## Tableau
La toile d'Alexandre Ségé (1808-1885) La vallée de Ploukermeur (1883), un nom inventé pour lui donner une identité bien bretonne, représente en fait un paysage de Scrignac, dont le bourg est visible au second plan et les Landes du Cragou en arrière-plan. Elle se trouve au Musée des Beaux-Arts de Quimper.

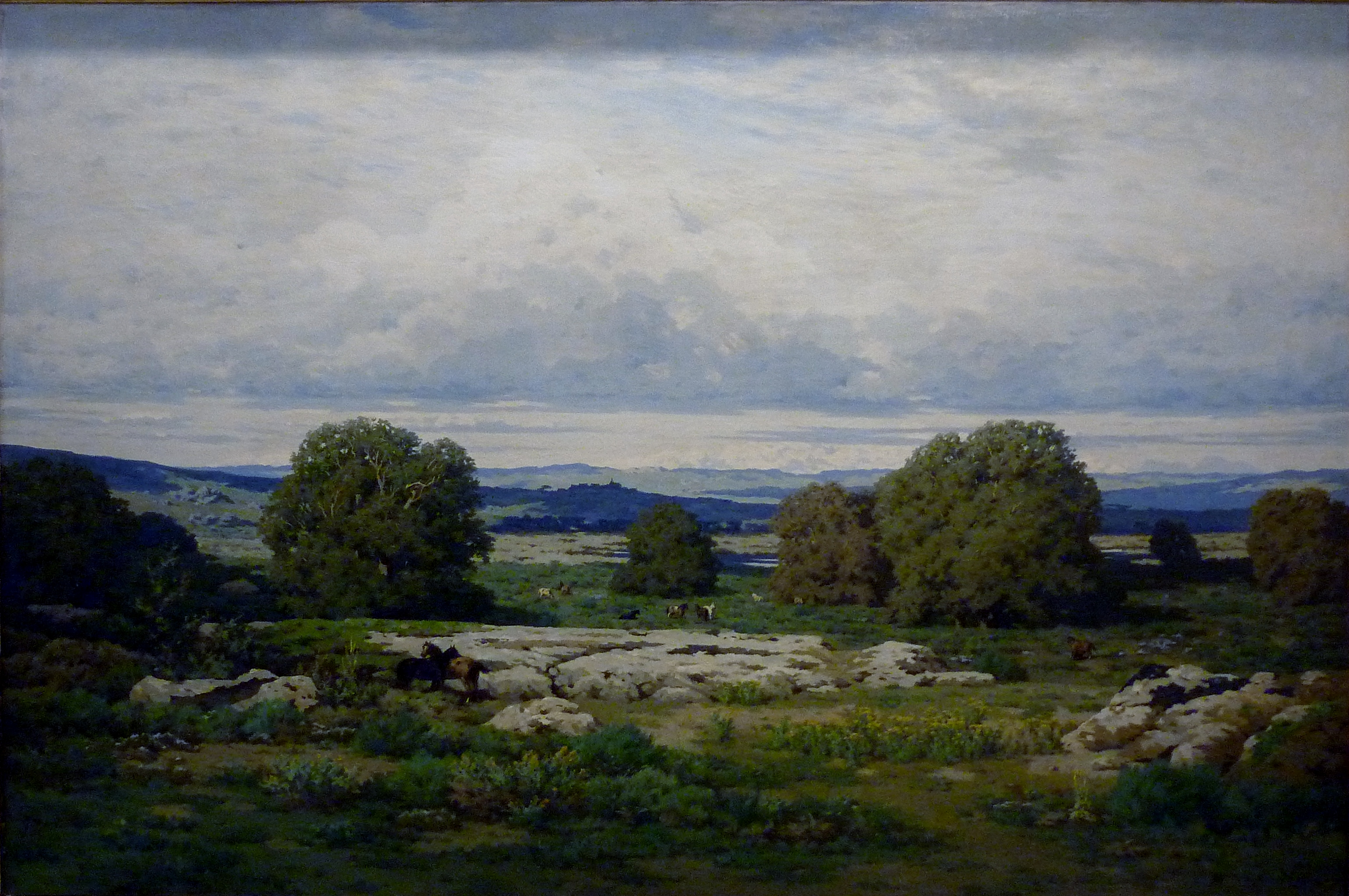
Alexandre Ségé : La Vallée de Ploukermeur. Montagnes d'Arrée. vers 1883, 1883, huile sur toile, Musée des Beaux-Arts de Quimper.

## Traditions
- Le jeu de galoche reste pratiqué à Scrignac[103], tant au bourg que dans le village de Quefforc'h.
- La gavotte de Scrignac (voir photo[104]). Sa partition est disponible sur un site Internet[105].

Un DVD « Gavottes à Scrignac », par Brigitte Le Corre et Marie-Laurence Fustec, a été publié en 1998.